# Argentina en el Virregnat del Riu de la Plata

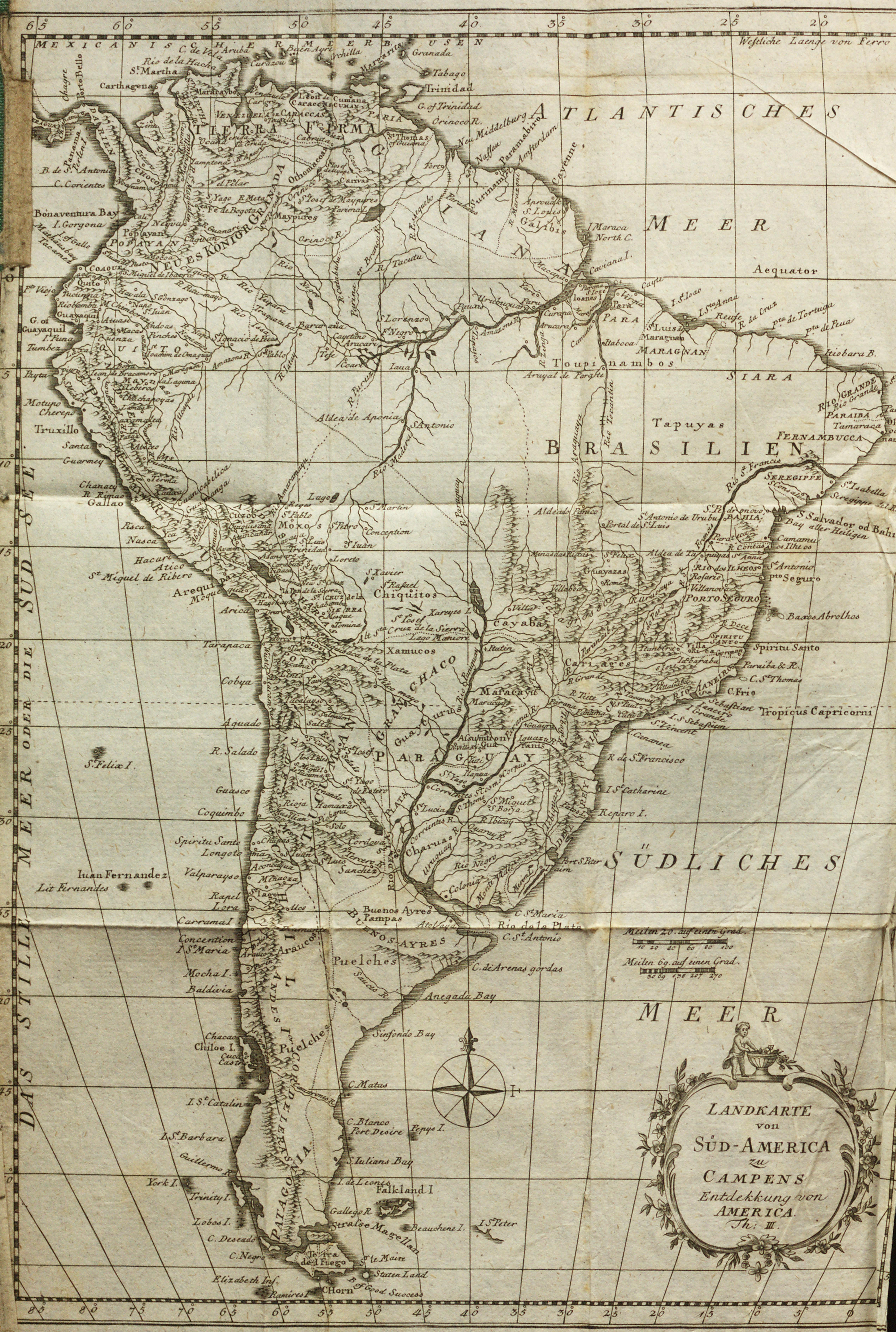
Amèrica del Sud segons un mapa del llibre de Joachim Heinrich Campe Kolumbus oder die Entdeckung von Westindien (1782). Els límits, però, són anteriors a la formació del Virregnat del Riu de la Plata

L'actual territori de l'Argentina va formar part del virregnat del Riu de la Plata durant el període immediatament anterior a la seva independència. Durant aquest període, que comprèn des de la formació del virregnat del Riu de la Plata el 1776 fins a la Revolució de Maig de 1810 i la dissolució definitiva del virregnat a l'any següent, les fins llavors autònomes províncies colonials de la Governació del Tucumán i de la Governació del Riu de la Plata es van unir per primera vegada en una única unitat administrativa, amb capital i centre a la ciutat de Buenos Aires, la qual ha seguit sent, fins al present, la capital i ciutat més important de la República Argentina.
El virregnat del Riu de la Plata incloïa també els territoris de les actuals repúbliques de Bolívia, Paraguai i Uruguai, que durant el procés independentista es van separar de les Províncies Unides del Riu de la Plata (nom inicial de l'actual Argentina) degut a l'evolució de la guerra d'independència i a greus desavinences sobre l'organització de l'Estat.

## Antecedents

### El virregnat del Perú i les reformes borbòniques
Des de la creació del virregnat de Nova Granada el 1739, el virregnat del Perú s'havia quedat limitat als territoris efectivament dominats pels espanyols al sud de la línia de l'equador; les seves províncies més australs eren la Capitania General de Xile, la Governació del Tucumán i la Governació del Riu de la Plata. Les dues últimes depenien judicialment de la Reial Audiència de Charcas, situada més al nord, al corregiment de Chuquisaca, que juntament amb el Corregiment de La Paz formaven l'anomenat Alto Perú. Econòmicament, el Tucumán i el Riu de la Plata (així com la Governació del Paraguai) eren territoris econòmicament i políticament marginals, de molt baixa densitat de població, i la seva aportació a l'economia de l'Imperi Espanyol era pràcticament nul·la.
Durant la primera meitat del segle xviii, la Corona espanyola havia centralitzat el poder polític a l'Espanya peninsular, eliminant les diferències regionals. A mitjans de segle van decidir emprendre les mateixes reformes a les seves possessions ultramarines, professionalitzant el govern, apartant-lo de la influència de les elits locals, i fent que els «regnes d'ultramar» passessin a funcionar efectivament com colònies; és a dir, dependències orientades exclusivament a satisfer les necessitats de la metròpoli.
L'impuls reformista es va accelerar amb les derrotes espanyoles en la Guerra dels Set Anys, que van convèncer el rei Carles III de modificar el sistema defensiu de les colònies; amb aquest fi es va fundar el 1764 la intendència de Marina de l'Havana, amb autoritat sobre tota l'illa de Cuba. Successives ordenances van anar creant intendències en tota Amèrica espanyola i a les Filipines. Per a l'administració de les colònies es va recórrer a la font més sòlida i lleial a la Corona de recursos humans, els oficials de l'Exèrcit i la Marina.
Pel que fa a les reformes econòmiques, la preocupació central dels governants va ser l'augment de la recaptació fiscal per mitjà de l'augment de les gabelles i de l'eficiència en la recaptació; no obstant això, l'augment massiu de les despeses de la defensa van fer que les colònies americanes no contribuïssin majorment al sosteniment de l'Estat. Però molt més important era la insistència en el desenvolupament del comerç amb Amèrica, com a mercat captiu que havia de ser la base del creixement econòmic del regne; en aquest sentit, les reformes econòmiques iniciades pel comte de Campomanes van ser reeixides per aconseguir una recuperació econòmica a banda i banda de l'Atlàntic. Com a complement, també es van establir mesures de prohibició de produccions locals que poguessin competir amb les exportacions peninsulars. El reforç militar va ser, a més, relativament eficaç en el combat del contraban, que (protegit per governants locals) minava qualsevol intent d'augmentar la recaptació fiscal i el comerç entre la península i Amèrica.
El gener de 1771, el fiscal de la Reial Audiència de Charcas, Tomás Álvarez de Azevedo, va elevar a aquest tribunal un extens informe, en què detallava la situació perjudicial en què es trobaven els habitants de les províncies del Paraguai, el Riu de la Plata i inclusivament del Tucumán, per la gran llunyania de les seus virreinal (gairebé mil llegües des de Buenos Aires) i judicial (més de 500 llegües) a què havien de recórrer davant de qualsevol tràmit que excedís el merament local. Afegia que, per aquesta raó, els veïns trobaven molt més pràctic recórrer directament a l'autoritat del Consell d'Índies o del Rei, ja que la seva resposta era sempre més ràpida i executiva. Com a solució, proposava la creació d'un nou virregnat, que incloguessin aquestes tres províncies australs i també el Corregimient de Cuyo, i que fos administrat, en el judicial, per la seva pròpia Reial Audiència.

### L'expulsió dels jesuïtes
En el camp religiós, cultural i educatiu, la preeminència de les ordres era absoluta, i el predomini requeia en la Companyia de Jesús, que regentava diverses escoles primàries, les úniques escoles secundàries i l'única universitat, situada a Córdoba. A més de la influència que aquest predomini exercia sobre la classe dominant, tenia gran quantitat de propietats agrícoles i ramaderes, i regentaven reduccions d'indígenes a la regió del Chaco, a la regió de la Pampa i, sobretot, trenta missions guaranís, considerades modèliques per la seva organització social i econòmica, i per la protecció que brindaven als indígenes contra l'explotació per part dels espanyols.
Va ser justament en les missions guaranís on es va produir una crisi de gran importància; el 1750, el rei d'Espanya i el de Portugal van signar el Tractat de Permuta, pel qual Espanya canviava la Colonia del Sacramento per una àmplia zona a l'est del riu Uruguai, que incloïa set dels pobles guaranís, des de llavors anomenats les Misiones Orientales. La Corona espanyola va ordenar als jesuïtes traslladar als indígenes a l'oest del riu, amb tots els seus béns. Malgrat l'esforç dels jesuïtes, els indígenes es van negar a traslladar-se, i el 1754 es van enfrontar contra els portuguesos i els espanyols en l'anomenada guerra Guaraní, on els guaranís van ser massacrats i els seus pobles parcialment destruïts. L'anul·lació del tractat va retornar aquesta regió a Espanya, però la Corona va considerar des de llavors molt perillosa la rebel·lió, a més d'acusar els jesuïtes d'haver-la promogut.
Per aquesta raó, i per altres conflictes entre l'organització jesuïta i la voluntat absolutista del rei Carles III, entre 1767 i 1768, i sense previ avís, tots els jesuïtes de l'imperi espanyol van ser arrestats i expulsats. A les províncies del Riu de la Plata, del Tucumán i del Paraguai, l'encarregat d'executar l'ordre va ser el governador de la primera, Francisco de Paula Bucarelli, que va arrestar i va expulsar els pares amb tota la brutalitat que va poder desplegar, passant per sobre de l'autoritat dels altres governadors i dels cabildos locals.
Les estàncies jesuítiques i molts altres béns van passar al domini reial i després van ser subhastades per les juntes de Temporalitats. La major part de les seves cases d'estudis (inclosa la Universitat de Córdoba) i les missions van passar a ser administrades primerament pels franciscans, i després a administradors estatals. Sota el comandament d'aquests últims, l'economia de les missions va quedar completament desorganitzada per la intromissió de comerciants privats. Gran part dels guaranís es van desplaçar cap a regions veïnes o a les ciutats, i altres van tornar a la selva. Els pobles van romandre poblats, però la seva època de grandesa havia passat, i molt menys de la meitat de la població va romandre en ells.

### El Riu de la Plata i Brasil
Pensada per atorgar la possessió de tot el continent americà a Espanya, el Tractat de Tordesillas va atorgar a Portugal una estreta franja costanera al nord-est d'Amèrica del Sud, coneguda com a Brasil, i que coincidia aproximadament amb l'actual Regió Nord-est del Brasil. No obstant això, els seus límits eren molt imprecisos, i les poblacions portugueses es van expandir ràpidament cap al sud i cap a l'interior del continent a la recerca de terres i d'esclaus. A partir de la dècada del 1640, els colons portuguesos del Brasil van pressionar cada vegada més sobre la governació del Riu de la Plata, la del Paraguai i de les missions jesuítiques guaranís, obligant fins i tot als espanyols i guaranís a evacuar l'Itatín i Tapé, abans de frenar l'avanç portuguès a la batalla de Mbororé (1641). Les fronteres entre les dues regions colonials van quedar a grans trets estables a l'interior continental des de llavors, però els portuguesos van iniciar llavors un avanç costaner, ocupant l'Illa Santa Catarina el 1675, la Colònia del Sacramento a la riba nord del riu de la Plata a 1580, i Rio Grande el 1737. Els espanyols, per la seva banda, van fundar Montevideo a la boca del riu de la Plata el 1726. La lluita es va fer crònica, i intermitentment va haver-hi xocs per la possessió de Colònia. El Tractat de Permuta de 1750, pensat per solucionar aquest conflicte al preu de lliurar a Portugal una enorme extensió de territori, va fracassar per la resistència dels guaranís i per la negativa de Portugal a retornar Colònia.
L'any 1762, el governador del Riu de la Plata, Pedro de Cevallos, va ocupar Colònia i Rio Grande, expulsant als portuguesos. No obstant això, la derrota d'Espanya en la Guerra dels Set Anys va obligar a retornar les dues ciutats a Portugal, tot i que les autoritats virregnals només van retornar Colònia, conservant Rio Grande. En no haver-hi altres fundacions de ciutats o fortaleses que donessin suport la possessió espanyola de Rio Grande, els portuguesos van iniciar un nou avanç sobre les possessions espanyoles, ocupant la riba nord del Rio Grande el 1767, atacant algunes possessions, i fins i tot avançant sobre les missions de Chiquitos i de Moxos, a l'est de l'actual Bolívia.
Una guerra fronterera intermitent va continuar entre les dues colònies durant els anys següents, el que (vist des Espanya) amenaçava la totalitat de les possessions espanyoles a la conca del Plata. L'abril del 1776, els portuguesos van recuperar Rio Grande.
Però no només al nord del Riu de la Plata les possessions espanyoles del sud estaven amenaçades; la mateixa ciutat de Buenos Aires havia estat objecte d'un intent d'invasió el 1763, i també hi va haver viatges d'exploració (amb vista a una colonització) d'holandesos i britànics a la Patagònia. Les illes Malvines havien estat ocupades primer per França i després per Anglaterra en un intent per controlar l'Estret de Magallanes, la qual cosa amenaçava la possessió espanyola de la Patagònia. Malgrat que els espanyols van controlar les Malvines a partir del 1766, l'amenaça no podia ser descartada; però el governador de la remota província del Riu de la Plata no tenia recursos per poblar la Patagònia, ni per assegurar la seguretat de la zona per mitjà d'una esquadra amb alguna probabilitat d'èxit.

## Pedro de Cevallos i la creació del virregnat

### Nomenament

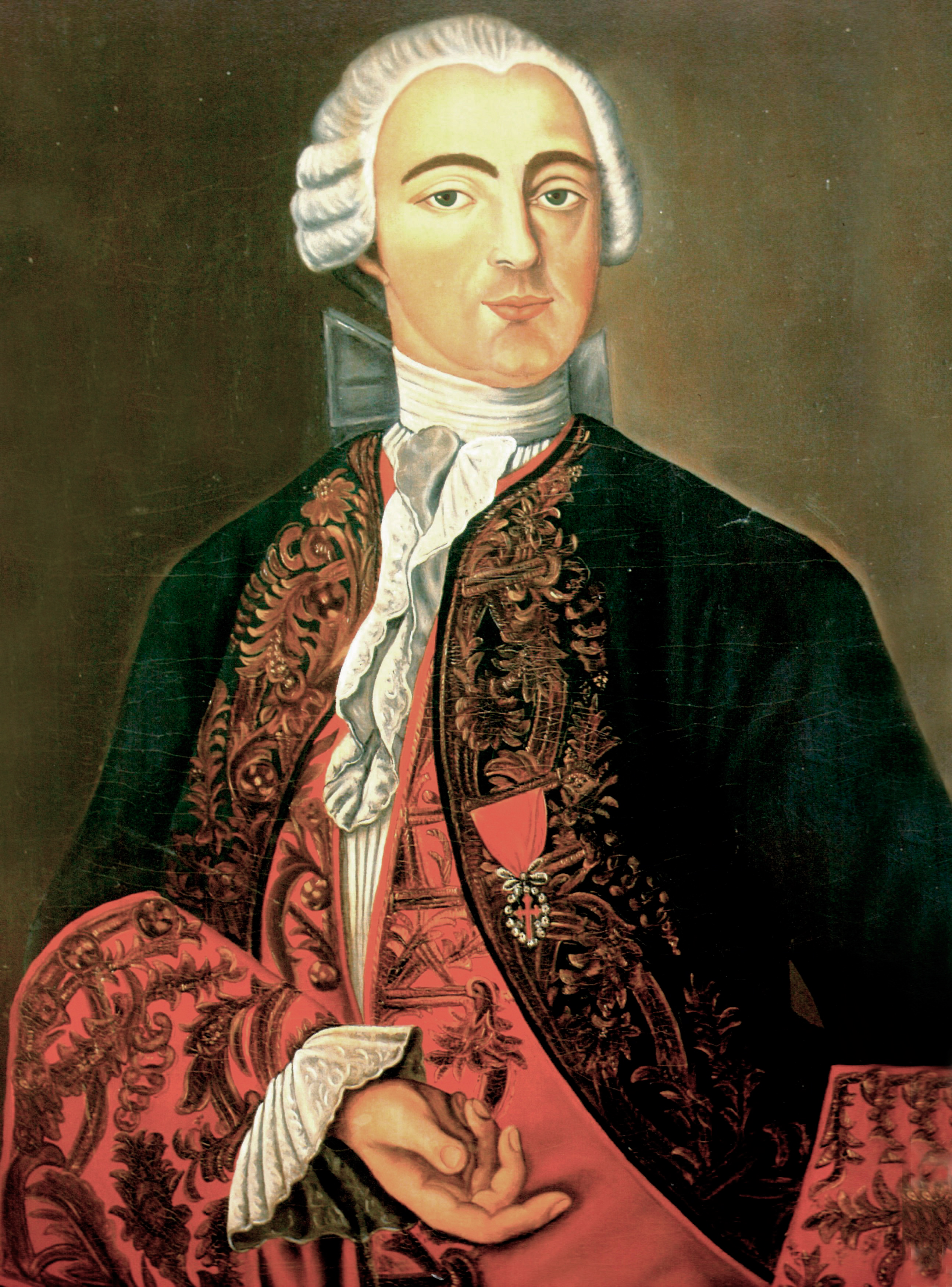
El virrei Pedro de Cevallos

El rei Carles III va sol·licitar a Cevallos (governador en aquesta època de Madrid) un pla de resposta a l'agressió portuguesa; Cevallos va organitzar un pla de campanya molt acurat, per envair i annexar completament a Portugal, aprofitant la distracció d'Anglaterra embrancada en la Guerra d'Independència dels Estats Units. El pla va ser jutjat molt perillós, però va inspirar al Comte de Ricla a desenvolupar la part del mateix dedicada a les operacions contra Portugal al Brasil; el rei va consultar a Cevallos la seva opinió, i aquest va aprovar el pla de Ricla, encara que modificant algunes dades, com el nombre de tropes i vaixells necessaris, la necessitat de comptar amb un suport polític absolut que atorgués gran llibertat al seu comandant per actuar segons es presentessin els fets. En el seu informe, Cevallos sol·licitava que no es posessin aquestes tropes en mans del governador de Buenos Aires, Juan José de Vértiz, a qui considerava excessivament veterà; per Reial Ordre del 25 de juliol de 1776, va ser nomenat llavors al comandament de les tropes un general encara més antic, el mateix Cevallos.
Dies abans de posar-se al comandament de l'expedició que havia de partir, Cevallos va ser notificat que havia d'assumir el càrrec de virrei del recentment creat virregnat del Riu de la Plata, una creació provisional i limitada a la missió militar de Cevallos:
| «                                                           | He decidit de crear-vos Virrei, Governador i Capità General de les províncies de Buenos Aires, Paraguai, Tucumán, Potosí, Santa Cruz de la Sierra, Charcas i de tots els corregiments en les meves províncies, pobles i territoris a què s'estén la jurisdicció d'aquella audiència. (...) afegint així mateix, sota el vostre comandament i jurisdicció els territoris de les ciutats de Mendoza i San Juan del Pico, que avui es troben dependents de la governació de Xile. | » |
| — Reial Cèdula de creació del virregnat, 1r d'agost de 1776 | |   |

En la comunicació del rei al virrei del Perú, el governador de Buenos Aires i altres autoritats, s'agreguen algunes precisions més:
| « | (...) el superior comandament d'aquells territoris i de tots els compresos en el districte de l'Audiència de Charcas fins a la província de la Paz incloses, i les ciutats i pobles situats fins a la serralada que divideix el Regne de Xile per la part de Buenos Aires. | » |

La Reial Cèdula ordenava:
| « | (...) que després que estigueu navegant, a la sortida de Cadis, us doneu a reconèixer com a Virrei, Governador i Capità General en tots els vaixells de guerra i de transport, perquè obtinguin aquest coneixement i estiguin a les vostres ordres quants vagin embarcats en ells. | » |

Un cop conclosa l'expedició, Cevallos retornaria al seu càrrec a Madrid, dispensat de totes les formalitats i exigències a què estaven sotmesos els virreis d'acord amb les Lleis d'Índies,
| « | (...) deixant llavors el comandament militar i polític de les províncies del Río de la Plata en els termes en què han estat fins ara. | » |

L'esquadra, al comandament del Marqués de Casa Tilly, va salpar del port de Cadis el 13 de novembre de 1776, i després d'una breu escala a Santa Cruz de Tenerife, i de comunicar a la tripulació i tropes seu caràcter de virrei, Cevallos va rebre l'ordre reial de prendre en primer lloc l'illa Santa Catalina, abans de continuar cap al Riu de la Plata.

### La campanya contra Portugal

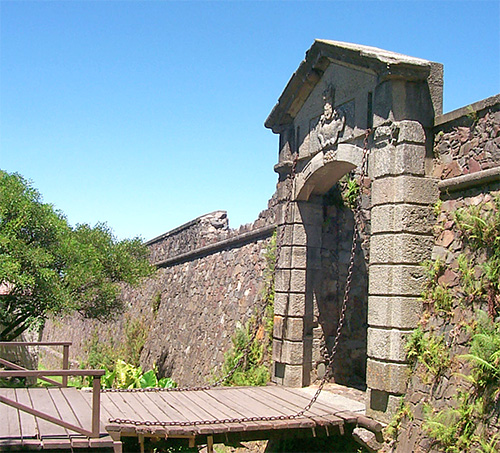
Ruïnes de la muralla de Colonia del Sacramento

El 20 de febrer de 1777, l'esquadra va fondejar davant de l'illa Santa Catarina, i el dia 22 es va iniciar la marxa sobre la ciutat, que va ser ocupada sense resistència. Els presoners van ser enviats a Rio de Janeiro, i el 30 de març Cevallos i els seus 84 vaixells van continuar la navegació cap al sud, mentre ordenava a Vértiz partir des de Montevideo cap a Rio Grande. No obstant això, en arribar a Montevideo, va ordenar al governador retrocedir fins a la Fortalesa de Santa Teresa.
El 22 de maig, els 37 vaixells de Cevallos van desembarcar les tropes al costat de Colònia del Sacramento, i van posar setge a la ciutat; el virrei va rebutjar un oferiment de capitulació, que va obligar els assetjats a rendir-se incondicionalment. Colònia va ser ocupada el 5 de juny, i Cevallos va procedir a destruir totes les fortificacions de la ciutat, d'acord amb una ordre del rei.
Després de la captura de Colònia del Sacramento, Cevallos va marxar amb les seves tropes cap a Rio Grande de São Pedro, unint les seves forces amb les de Vértiz, que l'esperava a la Fortalesa de Santa Teresa i el Fort de San Miguel, avançant sobre la població de Rio Grande de São Pedro, però l'ofensiva va ser detinguda el 4 de setembre de 1777, quan Cevallos va rebre un missatge de Carles III datat l'11 de juny de 1777, que el rei va escriure a Cevallos:
| « | (...) he convingut ara amb la reina Fidelíssima, la meva estimada neboda, en una sencera cessació d'armes que començarà per descomptat quan rebeu aquesta meva Reial cèdula, i s'acabin absolutament de present i de futur les hostilitats i tota efusió de sang. | » |

Va retrocedir cap a Montevideo, on va posar en funcions al governador Joaquín del Pino, i on va rebre la notícia de la mort del governador que havia enviat a Santa Catarina, Juan Manuel de Lavardén.
La raó del canvi havia estat la mort del rei Josep I de Portugal, que havia estat succeïda per Maria I, neboda de Carles III. El 1r d'octubre es va concloure el Tractat de Sant Ildefons entre els dos països. Es va acordar la sobirania espanyola sobre la Colònia del Sacramento, l'illa San Gabriel i les Misiones Orientales, però es va obligar a Espanya a renunciar definitivament a l'illa de Santa Catarina i al territori de Rio Grande. Espanya va rebre també la cessió de les illes d'Annobón i Fernando Poo en el golf de Guinea, a l'Àfrica.
Finalitzades les hostilitats, el virrei va entrar a Buenos Aires el 15 d'octubre de 1777, i algunes setmanes més tard va rebre exemplars del tractat preliminar i l'ordre de retorn dels expedicionaris.

### Llibertat de comerç i lliure internament
Des de poc després de la fundació de Buenos Aires el 1580, aquesta ciutat havia rivalitzat amb Lima, capital del Perú, pels seus respectius interessos comercials; donada l'enorme diferència en població i riquesa, durant gairebé dos segles Lima va portar avantatge en la seva disputa, prohibint completament el comerç a través del port de Buenos Aires primer, i després limitant al mínim indispensable per a la subsistència de la ciutat, amb prohibició expressa d'internar els productes importats cap al Paraguai, el Tucumán i Xile. L'«asiento de negres» de Buenos Aires instaurat en favor dels anglesos a Buenos Aires pel Tractat d'Utrecht i el desenvolupament del contraban a la zona del Riu de la Plata van disminuir una mica el predomini de Lima, però va ser l'abaratiment dels costos de la navegació per l'Atlàntic i la pèrdua del predomini comercial espanyol en l'oceà Pacífic el que va convèncer a Espanya de canviar la relació de forces a favor de Buenos Aires. La fundació del virregnat portava implícita l'alliberament del comerç amb Espanya i el final dels privilegis de Lima.
Poc després de la conquesta de Colònia, Cevallos havia aconsellat al rei que el virregnat es fes permanent, conservar la Reial Audiència de Charcas i sumar-li una altra a Buenos Aires, i crear un nou Tribunal de Comptes en aquesta última. Sabent que el seu consell de conservar el virregnat, el 27 d'octubre de 1777 es va aprovar el Reglament de Lliure Internació, que alliberava de prohibicions i impostos la circulació de mercaderies (incloses les importades) entre les províncies del virregnat, que només estaria subjecta a les guies de trànsit, una gabella menor. Addicionalment, el virrei va prohibir l'extracció de plata de Potosí cap al virregnat del Perú. D'altra banda, els ports del virregnat, particularment Buenos Aires i Montevideo, van ser beneficiats pel Reglament de lliure comerç signat pel rei a l'octubre de 1778; l'així anomenat «comerç lliure» no es referia a la llibertat de comerciar amb tots els països del món, sinó a l'eliminació dels privilegis comercials (en particular, els que beneficiaven al port de Cadis) i la llibertat de comerciar entre qualsevol port de l'Amèrica espanyola i qualsevol de l'Espanya europea. Ràpidament es crearien circuits comercials amb els ports de Vigo, Santander i Bilbao, que desplaçarien en gran part el monopoli de Cadis.
Abans de marxar de tornada a Espanya, el virrei va tenir temps de fundar alguns forts a la frontera indígena del sud, com l'Índia Muerta o Melincué. El 21 de març de 1778, Carles III ratificava la continuïtat del virregnat del Riu de la Plata, nomenant com a successor de Cevallos a Juan José de Vértiz.
Cevallos va partir de Montevideo cap a Espanya el 30 de juny de 1778, emportant-se la majoria de les tropes espanyoles, encara que Vértiz va aconseguir que 930 soldats i oficials de l'expedició romanguessin voluntàriament al Riu de la Plata, engrossint les unitats fixes.

## Vértiz i l'organització virreinal

### L'administració pública

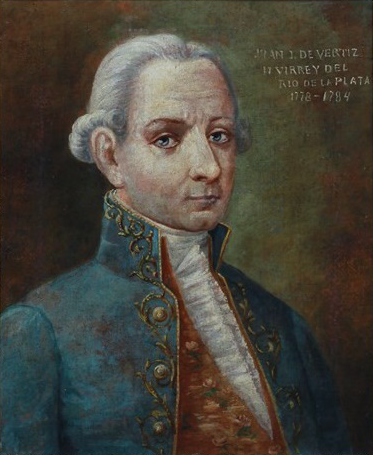
El virrei Vértiz

L'autoritat de Vértiz no era tan completa com la que havia ostentat Cevallos; no solament perquè la justícia depenia de la llunyana Reial Audiència de Charcas i els governadors de província fossin autònoms respecte al virrei, sinó especialment perquè no podia gastar ni un real sense autorització de l'intendent de la Reial Hisenda, Manuel Ignacio Fernández, que no depenia sinó del rei, i que a més havia arribat amb el seu antecessor. Després assegurar-se que tenia suport en la Cort, Vértiz va proclamar que el poder militar estava exclusivament a les seves mans; com es pagarien les despeses extres era problema de Fernández. Des de llavors, les relacions entre els dos governants es van mostrar cordials i estables.
El funcionari més important que sí que era directament dependent del virrei era el secretari del virregnat, càrrec per al qual Vértiz va nomenar al militar i buròcrata Rafael de Sobremonte. Aquest es va posar al capdavant d'un creixent aparell burocràtic; si en l'època de l'Expulsió dels jesuïtes havia només 14 empleats públics (descomptant els del Cabildo, que eren municipals) a Buenos Aires, aquests ja havien augmentat a 83 el 1779 ; i la plantilla seguiria creixent. Els càrrecs més importants estaven en mans de militars, i aquests estaven sotmesos al fur militar, i exclosos de l'autoritat de l'Audiència. La gran majoria d'aquests càrrecs eren exercits per espanyols peninsulars (o, com en el cas del virrei, nascuts a Amèrica però molt lluny del Riu de la Plata) i els escassos nadius ocupaven els esglaons més baixos de l'administració. No obstant això, la majoria dels forasters es van casar amb dames rioplatenques, de manera que l'«espanyolització» de l'administració colonial no va ser tan completa com pretenien la Cort i el rei.
L'administració era bàsicament sostinguda per la plata extreta a Potosí, el comerç ultramarí pel port de Buenos Aires, i el Reial Estanc del Tabac i els Naips, monopoli sobre la industrialització i comercialització d'aquests productes establert durant la gestió de Vértiz. Però a més, el virrei va duplicar l'alcabala, un impost sobre els consums, que per a alguns productes tornaria a augmentar abans del final del seu mandat. Finalment, es va apoderar de la sisa, un impost que fins llavors havia estat recaptat per (i en profit de) els cabildos locals.

### La capital

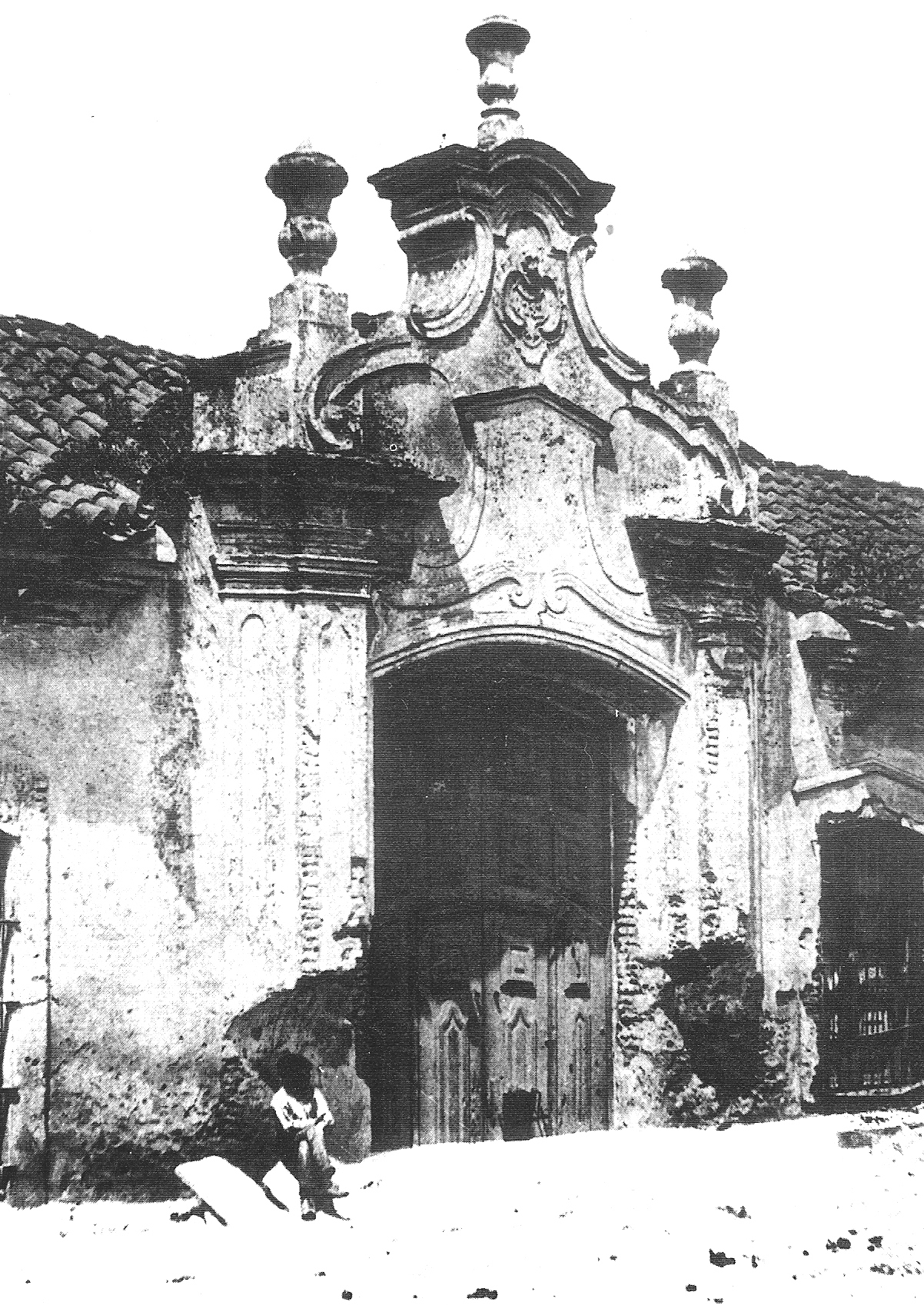
La Duana de Buenos Aires, tal com es veia cap a l'any 1900

La «petit llogaret» que el rei havia nomenat capital d'un virregnat era una població caòtica, edificada gairebé exclusivament de fang i tova, en la qual només els carrers cèntrics, al voltant de la plaça central tenien algun ordre. No existia l'enllumenat públic, ni la recol·lecció de residus, i la provisió d'aigua potable era molt deficient i cara. Fora del centre de la ciutat, era un caos de carrers mal delimitats, cases precàries edificades en qualsevol costat i cèrcols d'opuntia.
El virrei va decidir convertir-la en una ciutat digna d'aquest nom; però encara va dedicar grans esforços a normativitzar la ciutat, va ser el governador intendent de Buenos Aires, Francisco de Paula Sanz, qui va acabar de codificar les normes per les quals es prohibia llançar residus al carrer, s'obligava a edificar sobre la línia d'edificació sense envair carrers ni voreres, va organitzar la il·luminació amb espelmes com una de les responsabilitats del cos municipal de serenos, va empedrar els carrers cèntrics, i va millorar el drenatge dels carrers de la ciutat. Si bé l'impuls inicial va ser donat per Vértiz, i per això és especialment recordat en la història de Buenos Aires, la major part d'aquestes mesures van ser efectivament preses durant el mandat del seu successor. De manera que algunes de les millores que efectivament van tenir lloc durant el mandat de Vértiz van ser anteriors a la reorganització general de la ciutat. Tal va ser el cas del Teatre de la Ranchería, que va inaugurar les seves funcions al novembre de 1783. En aquesta sala es van representar obres d'autors espanyols, i el 1789 s'estrenaria l'obra Siripo, de Manuel José de Lavardén, la primera obra de teatre escrita i representada en l'actual Argentina. També es va iniciar la construcció de la primera plaça de toros de Buenos Aires.
Un altre avanç va ser la instal·lació de la primera impremta a la ciutat; es tractava d'una impremta que havien instal·lat els jesuïtes a Córdoba, i que romania arraconada en un dipòsit d'aquesta ciutat des de llavors. El virrei va ordenar el seu trasllat a Buenos Aires, comprometent-se a pagar el que valgués a la Junta de Temporalitats; la impremta va ser instal·lada en una casa de la ciutat, però va trigar gairebé un any a ser posada en operacions, la qual cosa es va aconseguir al novembre de 1780. La seva principal missió era imprimir els documents oficials que el govern volia fer públics, les cartes generals a les ciutats de l'interior, i poc més. A aquestes funcions oficials se li va agregar la impressió de sil·labaris, cartilles i altres textos destinats a l'educació primària, alguns breviaris per a les ordres religioses, i treballs particulars. Els escassos beneficis obtinguts per aquesta impremta (amb concessió a un empresari particular) van ser assignats a la Casa de Nens Expòsits, pel que va ser anomenada Reial Impremta de Nens Expòsits. Era l'única impremta en tot el virregnat; ni tan sols a la ciutat universitària i judicial (que era Chuquisaca) existia una altra impremta.
El 1779, Vértiz va crear la Casa de Nens Expòsits de la ciutat en un edifici que havia pertangut a la Companyia de Jesús, i després d'un breu període durant el qual va funcionar com a arsenal. Aquest orfenat se sostenia econòmicament per la Impremta, el producte d'alguns lloguers i obres benèfiques al Teatre. A finals del segle xviii, la Casa, a càrrec de la Germandat de la Santa Caritat del nostre Senyor Jesucrist, va arribar a albergar més de 150 nens. També va fundar una Casa de Correcció, on «es recullen totes les dones de mal viure, i lliurades al llibertinatge i la dissolució; […] se les fa servir en treballs propis del seu sexe, i fins ara han estat tan fructuosos, que amb excés han sufragat per totes les despeses de la seva sustentació i vestuari»; en altres paraules, es tractava d'una presó per a prostitutes amb treballs forçats.

### Exploració i colonització de la Patagònia
Un dels objectius de la creació del virregnat era la consolidació de la sobirania espanyola sobre la Patagònia. Una Reial Cèdula de 1778 va ordenar una expedició de quatre naus al comandament dels capitans Juan de la Piedra i Francisco de Biedma y Naarváez, per fundar sengles ports, respectivament a la badia San Juliàn i a la «badia Sense Fons»; aquesta última podria haver estat l'actual golf San Matías, o bé la desembocadura del riu Negro. A més de l'objectiu de defensar les costes de possibles invasions britàniques o franceses, també es buscava alguna ruta fluvial que permetés un pas practicable cap a la costa de l'oceà Pacífic, en el possible a l'altura de les poblacions espanyoles del Xile meridional. El gener de 1779, com a pas previ a la fundació a San Juliàn, De la Piedra va fundar un fort a la costa nord de l'istme de la península Valdés, el Fort i Port de San José de la Candelaria. Si bé el mateix va ser ocupat durant 31 anys, fins al 1810, la seva habitabilitat era molt limitada (per manca d'aigua potable) i inútil respecte de les vies navals.
Des del Fort San José va partir Francisco de Biedma el 1779 cap la vila de Nuestra Señora del Carmen, a la riba sud del riu Negro, a pocs quilòmetres aigües amunt de la seva desembocadura; una inundació va obligar a traslladar la vila i el fort corresponent a la riba nord del riu, iniciant l'existència de l'actual ciutat de Carmen de Patagones; a la riba esquerre es van instal·lar agricultors, amb algunes cases i una capella (en el paratge conegut com a Mercedes de Patagones), que és l'actual ciutat de Viedma. Des Carmen de Patagones, Biedma va complir l'encàrrec reial d'explorar el curs del riu Negro, arribant a l'aiguabarreig dels rius Limay i Neuquén el 1783, però no es va fundar cap altre establiment en aquest riu ni al proper riu Colorado. En canvi, la població de Carmen de Patagones va créixer acceleradament, amb l'arribada de colons gallecs i maragats; també es van instal·lar en els seus voltants tolderies indígenes tehueltxes i pueltxes, que van comerciar activament amb els espanyols.
Carmen de Patagones seria, així, l'única instal·lació perdurable del període colonial a la Patagònia occidental. Hi va haver altres dues fundacions, però ambdues van fracassar; una a Puerto San Julián (entre 1780 i 1784), i una altra a Puerto Deseado (entre 1789 i 1807). Una mica més reeixides van ser diverses expedicions d'exploració, com les d'Antonio de Córdoba i José de la Peña a l'illa Gran de Terra del Foc, i sobretot la d'Alessandro Malaspina, que va explorar les costes de la Patagònia i de les illes Malvines abans de creuar el Cap d'Hornos i realitzar una extensa exploració de l'oceà Pacífic.
Per la seva banda, les Malvines van romandre durant tot el període ocupades administrativament i militarment per Espanya, i el virrei rioplatenc va nomenar successivament governadors (18 en total per a les illes), amb seu a Puerto Soledad. A més del governador, residia a les illes una reduïda població flotant de militars, pescadors i caçadors. Les Malvines van romandre efectivament ocupades pels espanyols fins a gener de 1811.

### Rebel·lions indígenes
La rebel·lió de Túpac Amaru II de 1780 va ser el més important alçament indígena del període colonial, i va arribar a amenaçar a tot el virregnat del Perú i l'Alto Perú, on operava el cabdill aimara Túpac Catari, que va arribar a amenaçar a Potosí i Chuquisaca. La rebel·lió va aconseguir controlar també la ciutat d'Oruro durant poc més d'una setmana.
Al nord de l'actual Argentina va ocórrer un petit alçament indígena, que per un temps va aconseguir dominar la Puna meridional, especialment a les localitats de Casabindo, Santa Catalina, Cochinoca i Rinconada, i tallar les comunicacions de les intendències meridionals amb l'Alto Perú. No obstant això, malgrat que un grup de rebels sortits des Casabindo va avançar en direcció cap a San Salvador de Jujuy, no va arribar si més no a acostar-se a la mateixa i va ser vençut sense major dificultat.
En canvi, una revolta indígena nominalment relacionada amb aquelles va arribar a ser una veritable amenaça contra Jujuy; un soldat crioll, que exercia d'intèrpret en llengua toba en la reducció de San Ignacio de los Tobas, va incitar als indígenes del Chaco a marxar cap a San Salvador amb la intenció de destruir la ciutat. Van aconseguir posar setge a la ciutat, que va ser defensada pel cap de la frontera oriental d'aquesta jurisdicció, Gregorio de Zegada, en una sagnant batalla sobre el riu Blanco.
El 1779, havia estat fundada al nord-oest de Jujuy una reducció dels pares franciscans procedents de Tarija, anomenada Nuestra Señora de las Angustias del (río) Zenta, on van introduir el cultiu de la vinya, la canya de sucre, els cítrics i altres espècies fruiteres. Aquesta missió va estar a punt de ser destruïda pels indígenes durant l'alçament de 1881, però va subsistir. L'any 1794, el governador de Salta del Tucumán, Ramon García de León y Pizarro, va projectar i va obtenir autorització del virrei Arredondo per fundar una ciutat a curta distància del riu Zenta o Blanco. La ciutat, San Ramón de la Nueva Orán, va acabar per ser l'última ciutat oficialment fundada en el període colonial a l'Argentina (i l'única en el període virreinal) amb tots els seus atributs com a tal; cabildo amb regidors i dos alcaldes, jurisdicció precisa sobre un territori i subdelegació de la Reial Hisenda.

### Les intendències
El 5 d'agost de 1777 van ser creades les governacions militars de Moxos, de Chiquitos i de l'illa Santa Catarina; aquesta última va desaparèixer en ser retornada aquesta illa a Portugal poc després. Des del 1770 existia també el govern de les Missions Guaranís, i el 1780, el virrey Vértiz va crear transitòriament en 1780 el govern de Tarija, que no va subsistir per molt temps. La intenció era dividir el nou virregnat en intendències, però això no es va fer fins a diversos anys més tard; de fet, durant més de cinc anys i mig, el virregnat va funcionar com un aglomerat sense ordre de províncies, ciutats i corregiments.
El 28 de gener de 1782, el rei va sancionar la Reial Ordenança d'Intendents d'Exèrcit i Província del 28 de gener de 1782, que va dividir el virregnat del Riu de la Plata en vuit intendències o províncies: 
- la primera era la intendència general de l'Exèrcit, que coincidia amb la dissolta governació del riu de la Plata, és a dir les actuals províncies de Buenos Aires, Entre Ríos, Santa Fe i Corrientes, la part al sud del riu Negro de l'Uruguai (menys una àmplia franja al voltant de Montevideo)), i una zona mal delimitada de les Missions Guaranís;
- la segona seria la intendència del Paraguai, amb els mateixos límits (summament imprecisos) de la dissolta governació del Paraguai;
- la tercera tindria capital a San Miguel de Tucumán, i la totalitat de la dissolta governació del Tucumán;
- la quarta seria la de Santa Cruz de la Sierra, en la part oriental de l'anomenat Alto Perú;
- la cinquena seria la intendència de la Paz, que incloïa no solament la diòcesi de la Paz sinó tota la conca del llac Titicaca;
- la sisena, que havia de tenir capital a Mendoza, coincidiria amb el dissolt Corregimiento de Cuyo;
- la setena seria la intendència de Charcas;
- la vuitena seria la intendència de Potosí, a l'Alto Perú, que incloïa els districtes d'Atacama, Lípez, Chichas i Tarija, tots ells limítrofs amb l'actual Argentina.[54]

Els governs militars de Missions, Moxos, Chiquitos i Montevideo eren autònoms dels governs d'intendència, i depenien directament del virrei; excepte aquest últim, el qual era autònom fins i tot del virrei en tot el que tingués a veure amb el seu caràcter de port i posta naval.
Encara no s'havien posat en funcionament les intendències, quan (l'agost de 1783), el rei va acceptar el criteri que li havia comunicat repetidament Vértiz per dividir el territori d'una altra manera, traslladant la capital de la intendència de Santa Cruz de la Sierra a Cochabamba, el territori quedava separat de la de Charcas. Més importants van ser les diferències a l'antiga governació del Tucumán, que va quedar dividida en dues; la major part s'anomenaria intendència de Salta del Tucumán, i tindria la seva seu a la ciutat de Salta (encara que fins a l'any 1790 les seves autoritats van residir a San Miguel de Tucumán. Però les jurisdiccions de Córdoba i La Rioja se separaven d'aquella, formant, juntament amb el territori de Cuyo, la intendència de Córdoba del Tucumán, amb capital a la ciutat d'aquest nom.
El rei va designar el 22 d'agost de 1783 als primers vuit governadors intendents; un bàndol del virrei va anunciar a la població de Buenos Aires l'adopció del sistema d'intendències el 29 de novembre, i les autoritats de cada intendència van assumir els seus càrrecs oficialment el 24 de desembre de 1783, menys el coronel Rafael de Sobremonte, que havia d'assumir la d'intendència de Córdoba del Tucumán, però el virrey Vértiz va preferir retenir-lo un temps més en el seu càrrec de secretari general del govern del virregnat, que exercia amb molta eficàcia.
El 1782, el govern de les Missions va ser dividit entre les intendències de Buenos Aires i Paraguai, amb una administració separada d'aquestes intendències, i dividit en dues i tres departaments respectivament. El que es destacaria per la seva ànsia expansiva seria el departament de Yapeyú, especialment durant el mandat del capità Juan de San Martín, que va aconseguir fundar una sèrie d'estàncies ramaderes cap al sud-est i el sud-oest, tan lluny com per aconseguir instal·lar un port sobre el riu Uruguai, just al sud del «Salto Chico», als voltants de l'actual ciutat de Salto. Aquest port va permetre comunicar les missions amb la capital virreinal per via fluvial.
Tota l'organització social i política de l'Amèrica espanyola girava al voltant de les ciutats. Existien algunes viles (com Luján, San Nicolás de los Arroyos, Río Cuarto o San José de Jáchal) amb una rudimentària organització municipal, però les jurisdiccions estaven subjectes a les ciutats. Una sèrie de desacords entre les jurisdiccions de Santa Fe i Buenos Aires van portar a Vértiz a encarregar a l'oficial Tomás de Rocamora a fundar diverses viles on actualment és la província d'Entre Ríos, una regió que ja comptava amb certa densitat de població rural, però que no comptava amb centres de població; així va ser que van néixer l'any 1783 les viles de Gualeguay, Concepció de l'Uruguai i Gualeguaychú, totes elles sotmeses a la ciutat de Buenos Aires.

## El Marquès de Loreto

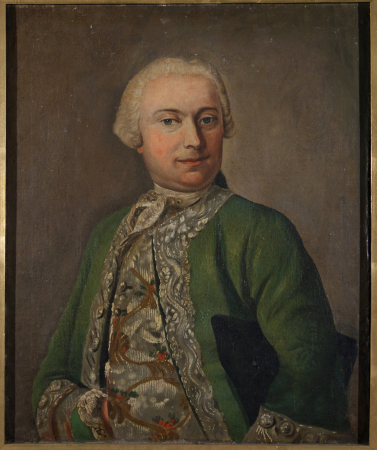
El virrey Loreto

El 13 d'agost de 1783 el mariscal Nicolás del Campo, segon Marquès de Loreto, va ser nomenat tercer virrei del Riu de la Plata; tenia una llarga trajectòria militar, però mai havia estat a Amèrica. Va viatjar a Buenos Aires i va assumir formalment el govern el 7 de març de 1784. Davant l'espectacular sèrie de fundacions de seus dos antecessors, aquest virrei passa relativament desapercebut, a més que el propi Carles III li havia ordenat «tot [... ] l'heu d'anar executant a poc a poc, i no d'una vegada».
La seva gestió va ser, pel mateix, metòdica i sense grans fundacions; va millorar el sistema de correus que havia posat en funcionament anys abans el visitador Alonso Carrió de la Vandera, va establir mesures per augmentar les sembres de blat i racionalitzar la matança de bovins.

### La Reial Audiència
Malgrat l'establiment de la capital virregnal a Buenos Aires, totes les províncies del virregnat continuaven depenent judicialment de la Reial Audiència de Charcas, amb les ja reconegudes complicacions que havien d'afrontar els particulars quan pretenien apel·lar les decisions judicials dels cabildos. Addicionalment, la instal·lació de la cort virreinal i l'augment del comerç van agregar majors plets a Buenos Aires i el Litoral, que es ressentien de les llargues distàncies a recórrer. Després de rebre diverses comandes en aquest sentit, el rei finalment va crear la Reial Audiència de Buenos Aires per Reial Decret del 25 de juliol de 1782, encara que va ser comunicada al virrei gairebé un any més tard, en aquests termes:
| « | (...) he vingut pel meu Reial Decret de vint-i-cinc de juliol següent a establir una Reial Audiència pretorial en la mateixa Capital de Buenos Aires, la qual tingui per districte la Província d'aquest nom, i les tres de Paraguai, Tucuman i Cuyo. Que verificat seu establiment quedin extingits en la mateixa Capital l'Ocupació de Protector d'Indis, el de defensor de la meva Reial Hisenda i el d'Alguacil Major d'aquelles meves Reials Caixes; i el d'auditor de guerra, després que falti d'alli l'actual Assessor d'aquest Virregnat, ja que per ara han de continuar reunits en ell tots dos càrrecs. Que la nova Audiència es compongui del Virrei com a president, d'un Regent, quatre Oïdors i un fiscal, i a la seva ocupació ha de quedar unit el Protector d'Indis (...) Que hi hagi dos Agents Fiscals, dos relators, i dos escrivans de Cambra (...) en intel·ligència d'expedir-se amb data d'avui les corresponents cèdules a les meves Reials Audiències de Xile i Charcas perquè els consti el territori que es segrega de la seva respectiva jurisdicció (...) | » |

L'Audiència va ser solemnement instal·lada el 8 d'agost de 1785. Van ser els seus primers membres el regent Manuel Antonio de Arredondo y Pelegrín, els oïdors Alonso González Pérez, Sebastián Velasco, Tomás Ignacio Palomeque i el fiscal (en el civil, i provisionalment en el penal, a més de protector de indis) José Márquez de la Plata. El virrei era el president natural de la Reial Audiència, però a la pràctica gairebé mai prenia part en les actuacions judicials.
El seu territori comprenia les intendències de Buenos Aires, Paraguai, Córdoba del Tucumán i Salta del Tucumán, i les governacions subordinades a Buenos Aires de Misiones i Montevideo, totes elles segregades de l'Audiència de Charcas, excepte el que havia estat el corregimient de Cuyo, separat de la Reial Audiència de Xile.
Les seves principals funcions eren purament judicials; com a tribunal d'apel·lació li arribaven els judicis fallats en primer instància per alcaldes, governadors i altres funcionaris. En casos especials, podia actuar com a tribunal de primera instància, val a dir, que la demanda podia ser presentada directament davant seu. També era tribunal d'apel·lació en casos civils i criminals substanciats en tribunals inferiors, i el tribunal de primera instància en els anomenats «casos de corte» i problemes amb els indis. També tenia funcions polítiques; quan es produïa una vacant en el càrrec de virrei (això va ocórrer en dues vegades al Riu de la Plata, en ambdós casos per mort) l'Audiència assumia interinament el comandament polític fins que pogués assumir el successor.

### Les fronteres interiors
Durant el primer segle i mig d'ocupació del Riu de la Plata, Córdoba i Cuyo, les relacions entre els indígenes de les regions de la Pampa i la Patagònia amb els espanyols havien estat esporàdiques; els dos grups caçaven bestiar boví salvatge, però aquest recurs arribava per a tothom. A principis del segle xviii, la contínua extracció de bovins per mitjà de les vaqueries espanyoles i l'augment de la població indígena va portar a xocs pel recurs boví; les vaqueries van ser suplantades per explotacions ramaderes conegudes com a estàncies, i els indígenes (que al mateix temps estaven sent envaïts i colonitzats pels araucans del sud de Xile) es van llançar a capturar aquests bovins domesticats en expedicions anomenades malones o malocas, que se succeïen cada vegada amb més freqüència.
Un informe demanat per Vértiz i respost pel coronel Francisco Betbezé, Juan José Sardeñ (al comandant del Zanjón), Pedro Escribano i a Nicolás de la Quintana, va proposar organitzar la frontera en una sèrie de guàrdies principals i fortins, formant una línia defensiva paral·lela al riu Salado, diverses llegües al nord de la mateixa, els quals van ser construïts o reconstruïts durant la gestió de Vértiz. Entre els forts que es van fundar en aquesta època hi ha els que van donar origen a les actuals ciutats de Chascomús, Ranchos, Lobos, Navarro, Mercedes i San Antonio de Areco.
La signatura d'un tractat de pau entre espanyols i indígenes el 1782 no va significar la pacificació de la frontera, ja que alguns grups que no s'havien adherit, com ara els ranquels, van continuar atacant les estàncies. Diversos capitans espanyols van continuar lluitant contra els indígenes i creant noves estàncies més avançades en territori hostil, com Manuel de Pinazo i Clemente López de Osornio. Aquest últim va fundar l'estància Rincón de López, immediatament al sud de la desembocadura del riu Salado; encara que va pagar la seva gosadia amb la seva vida i la del seu fill, l'estància mai va ser abandonada.
A mitjans de 1784, Juan de la Piedra va atacar els indígenes de la Serra de la Ventana des Carmen de Patagones, causant desenes de morts entre els indígenes, que finalment el van derrotar, morint de la Piedra i l'explorador Basilio Villarino. El cacic Calpisqui va demanar la pau, que va ser acceptada pel virrei Loreto. Nous tractats de pau mantindrien la frontera estable fins a l'època de la Independència.
La frontera de la jurisdicció de la ciutat de Mendoza tenia altres característiques, derivades de la araucanització dels pehuentxes i el veïnatge amb Xile, on els habitants no menyspreaven comprar als indígenes bovins robats a la regió pampeana o a Cuyo. El comandant d'armes d'aquesta ciutat, José Francisco de Amigorena, va combinar atacs als reductes pehuentxes amb successius tractats de pau, que també van portar a l'estabilització d'aquesta frontera, i que permetrien la fundació del fort San Rafael del Diamante el 1805. Poc després, dues expedicions enviades des de Xile al comandament de Justo de Molina Basconcelos i Luis de la Cruz van permetre explorar l'àrea indígena situada enfront de les posicions defensives dels espanyols. Finalment, les fronteres del Chaco eren més difícils de defensar encara; els indígenes wichís eren comparativament pacífics, però els chiriguans, mocovís i abipons es dedicaven al saqueig de les estancies. A la frontera de les ciutats de Jujuy i Salta, els forts de Ledesma i Santa Bàrbara i els fortins de San José de Vilelas, Nuestra Señora del Pilar, San Luis de Pitos, Balbuena, San Esteban de Miraflores, San Fernando del Río del Valle, San Felipe, San Bernardo de Pizarro, Río Negro i Zenta detenien parcialment els atacs indígenes. L'únic fort que guarnia a Santiago del Estero, el fort de Tacopunco amb prou feines arribava per avisar dels atacs, i una línia de fortins que guarnia Santa Fe (Almagro, Feliú, Nuestra Señora de la Soledad, Melo y Virreina (Sunchales)) no aconseguia impedir l'arribada periòdica dels mocovís fins a la mateixa ciutat.
La defensa a la frontera de Buenos Aires estava en mans d'un cos de milícies creat cap a la meitat del segle xviii, els Blandengues de Buenos Aires, que van ser reformats i reconeguts com a força militar veterana durant el virregnat de Vértiz, que a més va destinar una companyia per a la defensa de la ciutat de Santa Fe. Ja durant la gestió del virrei Loreto, els mateixos van demostrar la seva eficàcia en una operació ofensiva al sud de Córdoba; en aquest moment la força sumava uns 350 homes en total. En 1792, el virrei Arredondo va crear els Blandengues de Santa Fe, amb poc més de 200 homes en total, que havien d'atendre les fronteres de la Pampa (centrada en el fort de Melincué) i del Chaco.

### La frontera amb Portugal

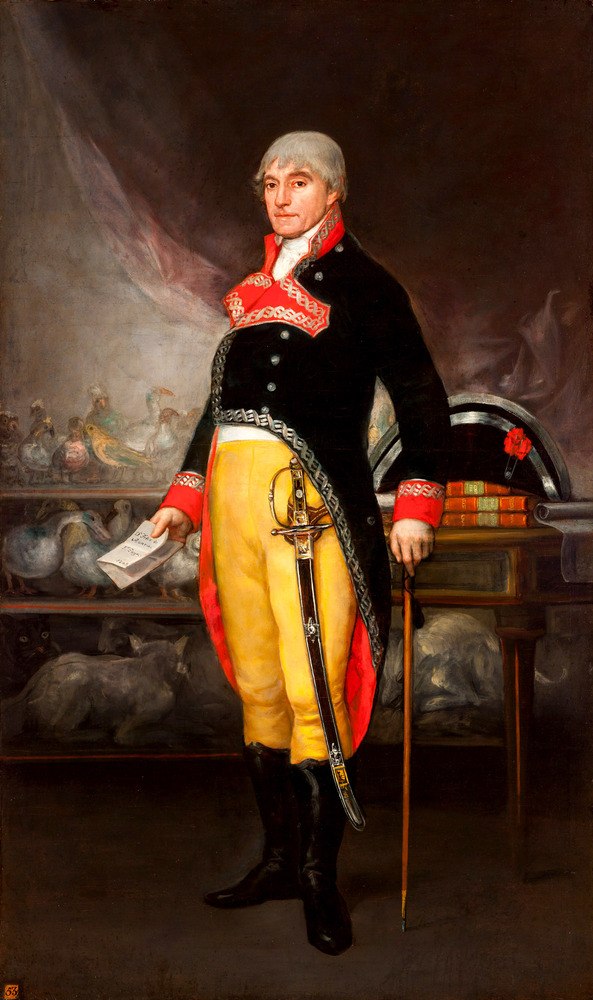
Félix de Azara

Pel Tractat de Sant Ildefons, la frontera entre el virregnat del Riu de la Plata i Brasil quedava delimitada per una línia establerta amb precisió en els papers, però no així en el terreny: partint de l'Oceà pel rierol Chuy, la llacuna Merín, el riu Piratiní, la capçalera del riu Negre, el riu Pepirí Guazú fins a la seva capçalera i d'allí a la del riu Sant Antoni, el riu Iguazú, el Paraná i l'Igurey aigües amunt fins al seu naixement. Des d'allà fins a la capçalera del riu Corrientes i seguint el curs d'aquest pel riu Paraguai fins a seva la desembocadura al riu Yaurú. D'allí en línia recta cap a l'oest fins al riu Guaporé, baixant el riu Madeira i des d'allí fins al riu Amazones. La major part d'aquests rius eren gairebé totalment desconeguts, i la seva identificació en el terreny era per altres conflictiva; la ubicació exacta dels rius Piratiní, Pepirí Guazú, Sant Antoni, Igurey i Corrientes eren només conjecturals, i causarien grans conflictes. La línia havia de ser establerta per diverses comissions demarcadores, cadascuna formada per un perit espanyol i un altre portuguès, amb els seus respectius ajudants.
Durant set anys, a causa de la guerra d'Independència dels Estats Units, que va enfrontar a Espanya amb Gran Bretanya, Portugal es va desentendre de la fixació de límits. Solament el 1784 es va acordar reunir les comissions demarcadores, dividides per seccions.
La comissió demarcadora espanyola es va presentar primer, amb la presència a Asunción de l'enginyer militar Félix de Azara, que davant l'absència dels perits portuguesos va començar les exploracions pel seu compte a la regió entre l'Atlàntic i el riu Iguazú. Va aixecar un plànol general de la zona, va assignar els noms esmentats en el Tractat a diverses corrents d'aigua, i pretenent imposar ell mateix els límits. Per la seva banda, Diego de Alvear y Ponce de León es va encarregar de la zona entre els rius Paraná i Paraguai. Tots dos exploradors van aprofitar les seves expedicions per fer estudis de botànica, ornitologia i antropologia; els treballs d'Azara, en particular, li van valer un ben guanyat prestigi com a naturalista. La demarcació, però, no va portar a cap acord possible justament en els rius que podien ser objecte de disputa, i els desacords van continuar fins a la guerra de 1801.

### L'interior i les intendències
Durant la gestió del Marquès de Loreto van acabar d'establir-se les intendències a l'interior del virregnat. A la intendència de Buenos Aires va continuar Sanz, fins que el 1788 el propi virrei va assumir la intendència; aquesta pràctica seria continuada per tots els virreis fins a la dissolució del virregnat. Tant el governador de la intendència de Córdoba del Tucumán, Rafael de Sobremonte, com el de Salta del Tucumán, Andrés Mestre, havien començat el seu mandat l'any anterior, però va ser durant el mandat de Loreto que van establir en la seva plenitud el sistema intendencial i les subdelegacions de la Reial Hisenda i les comandàncies d'Armes a les ciutats que no eren capitals d'intendència.
Sobremonte va resultar un governador metòdic i brillant; va construir una gran séquia que va portar aigua corrent a la ciutat des del riu Suquía, defenses contra les riuades d'aquest riu i de la Cañada, una escola gratuïta i de govern, un hospital de dones, el Passeig de l'Albereda (avui Passeig Sobremonte) i escoles en diverses localitats de l'interior, incloses les ciutats de Mendoza, San Juan i La Rioja. Va crear la càtedra de Dret Civil a la Universitat, i va millorar l'administració de justícia per part dels cabildos de les ciutats. Va embellir les places, carrers i edificis públics, va dividir la ciutat en sis barris, va establir el primer servei d'enllumenat públic a la capital i va establir normes de neteja i manteniment de la via pública i d'edificació. Va establir fortins en diverses localitats de l'interior, en particular per defensar les viles de La Carlota i Riu Cuarto. La ciutat de Mendoza també va ser molt afavorida per les iniciatives de Sobremonte, encara que les altres ciutats de la intendència (Sant Juan, La Rioja i San Luis) no es van veure tan afavorides pel seu govern.
Per la seva banda, Mestre també va resultar un governant metòdic i progressista; va organitzar una gran expedició al Gran Chaco, per imposar temor als indígenes sense violència, i va confirmar els tractats que en 1774 havien signat a La Cangayé el governador Gerónimo Matorras i el cacic Paykín. La seva principal preocupació va estar en embellir i millorar la urbanització de la ciutat de Salta, a la qual abans d'acabar el seu mandat va fer formalment capital de la intendència al seu càrrec, i reconstruint el seu cabildo per complet, donant-li la seva forma actual. Les restants ciutats de la intendència no van ser tan afavorides, però es va millorar l'administració en els pobles rurals, amb el nomenament de jutges pedanis, i l'organització militar de la frontera.
El 5 de juny de 1784 es va introduir un canvi important quan es va crear la intendència de Puno amb els partits de Chucuito, Lampa, Azángaro i Carabaya, que sempre havien pertangut a les jurisdiccions de l'diòcesi de Cusco i de la Reial Audiència de Cusco, passant a la de Charcas en aquesta data.

## Nicolás de Arredondo
Nicolás Antonio de Arredondo, assumit al desembre de 1789, va ser l'últim virrei que va completar els cinc anys del seu mandat, i va ser també el més jove al moment del seu ascens al càrrec, amb 49 anys. Havia estat governador de Santiago de Cuba i va ser nomenat president de la Reial Audiència de Charcas, càrrec que no va arribar a ocupar perquè immediatament va ser nomenat virrei del Riu de la Plata pel nou rei, Carles IV, que havia pujat al tron al desembre de 1788.
Les seves principals preocupacions van estar lligades a l'esclat de la Revolució Francesa i les seves complexes conseqüències; va establir una ferma censura de tots els papers que arribessin des d'Europa, per impedir la difusió de les «pernicioses idees que han procurat escampar alguns individus de l'Assemblea General de França». Va autoritzar l'entrada a Buenos Aires i Montevideo de vaixells britànics, ja que la Gran Bretanya era aliada d'Espanya contra els revolucionaris francesos, però a la vegada va haver de fortificar Montevideo, Maldonado i l'illa Gorriti davant de possibles atacs del seu inestable aliada, Portugal. També va fortificar la frontera terrestre amb les possessions portugueses, creant una Comandància General de la Campanya al fort de Santa Tecla i fundant diversos pobles a la zona, entre ells Rocha i Río Branco, a l'est de la Banda Oriental.
La revolució va obligar a l'obertura comercial per als vaixells britànics, especialment els que portaven esclaus d'Àfrica, que es portaven a canvi grans quantitats de plata. Durant els pocs anys aliança amb Anglaterra es va produir el màxim nombre d'ingressos d'esclaus pel port de Buenos Aires; molts van quedar a la capital, però en la seva majoria van ser traslladats cap a l'interior del virregnat, o fins i tot a Xile. Quan les aliances van tornar a canviar el 1796, els vaixells britànics van ser reemplaçats per vaixells francesos, mentre que els britànics es van dedicar massivament al contraban.
També durant el seu mandat es van aconseguir els més alts nivells en la capacitat econòmica del virregnat; els ingressos de la Duana van arribar al seu màxim, i els enviaments de plata des del «situat militar» de Potosí (que rondaven els 600.000 pesos en l'època de Vértiz), van superar el milió i mig de pesos. La major part d'aquests ingressos es gastaven en forces militars i en despeses municipals a les ciutats de Montevideo i Buenos Aires. Ja abans d'assumir el càrrec Arredondo, Loreto havia fet construir un «palau» dins del Fort de Buenos Aires, que fins a aquest moment havia estat una simple fortalesa militar de tova.

### Els col·legis i la Universitat

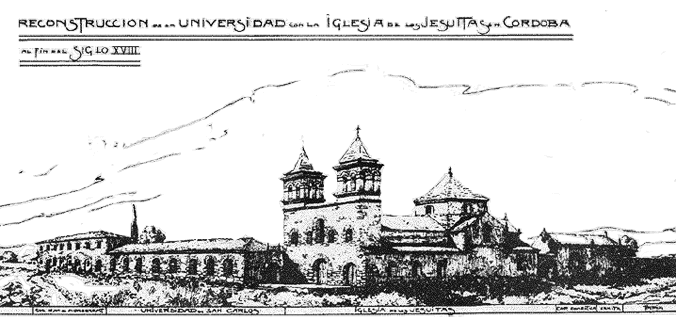
L Illa Jesuítica de Córdoba a finals del segle. A la dreta, el Col·legi de Monserrat, i al centre, la Universitat

Fins al 1768, l'educació secundària en gairebé tot el territori actualment argentí va estar en mans dels jesuïtes, que regentaven escoles a moltes de les ciutats; la seva expulsió va determinar l'absència completa d'educació secundària, excepte el Col·legi de Monserrat, de la ciutat de Córdoba, que va quedar sota la direcció dels franciscans. El Col·legi va perdre part del seu prestigi, sense perdre el seu caràcter eminentment clerical; però atès que va ser l'únic col·legi secundari en tot l'interior del virregnat, i que estava estretament vinculat a la Universitat de Córdoba (del qual va passar a dependre en 1802 per una Reial Ordre) va continuar rebent estudiants de tot el virregnat. El 1807, la direcció del Col·legi va passar dels franciscans al clergat secular.
A Buenos Aires, l'educació secundària no havia aconseguit el mateix desenvolupament institucional que a Córdoba o en Asunción, per la qual cosa l'expulsió va significar el tancament dels bastant improvisats estudis secundaris. El 1772, a iniciativa del pare Juan Baltasar Maciel, el governador Vértiz va fundar el Reial Convictori Carolí, posteriorment conegut com a Reial Col·legi de San Carles, i que és antecedent directe de l'actual Col·legi Nacional de Buenos Aires. El seu primer canceller va ser el mateix Maciel, i encara que un altre eclesiàstic va ocupar nominalment el rectorat, Maciel va redactar els estatuts i reglaments, i va dictar la major part de les matèries. No obstant això, Maciel va acabar per enemistar-se amb tothom, especialment amb el virrei Loreto, que el va arrestar i el va expulsar a la Banda Oriental el 1787.
Després de dos breus interinitats, el 1791 va assumir el rectorat un exalumne de Maciel, Luis José de Chorroarín. Sota la seva direcció, el Col·legi va aconseguir la màxima lluentor i importància, i de les seves aules van sorgir la major part dels dirigents de la generació que va prendre el poder després de la Revolució de Maig. També va cristal·litzar el model de col·legi d'interns, i el rector va rebutjar tots els intents dels pares de retirar periòdicament als seus fills, fins i tot durant les vacances d'estiu, durant les quals els estudiants es traslladaven a la Chacarita dels Col·legials.
La proposta de Maciel incloïa també la fundació d'una universitat a la capital virreinal, però aquesta no seria creada fins després de la dissolució del virregnat; de manera que en tot el territori d'aquest continuar existint només dues universitats: la Universitat de Charcas, orientada a formar professionals del Dret, i la Universitat de Córdoba, que va seguir una trajectòria oscil·lant entre la formació de clergues i una certa obertura a l'estudi de les professions liberals; fins i tot mentre va estar en mans dels franciscans, que van seguir dictant especialment les carreres de teologia i dret canònic, però que també van començar a dictar la carrera de dret civil i penal. Només a partir del 1808, sota el rectorat de Gregorio Funes, la Universitat va començar a dictar matèries de la branca de la matemàtica, com l'àlgebra, aritmètica i geometria, entre d'altres.

### El Consolat de Comerç

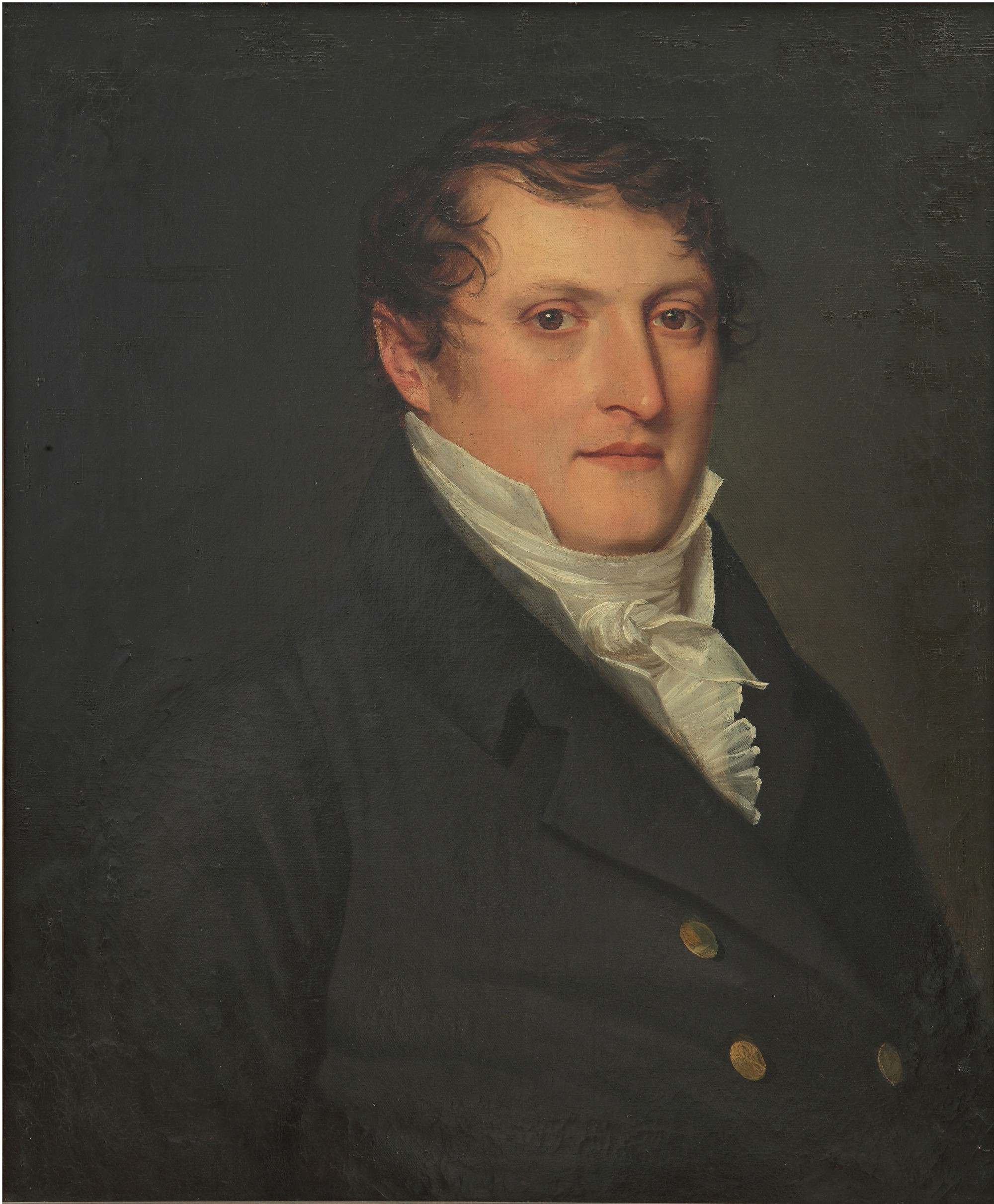
Manuel Belgrano

Buenos Aires augmentava el seu comerç acceleradament, la qual cosa també augmentava els plets i demandes judicials, saturant de disputes por importants l'activitat de la Reial Audiència; d'altra banda, els comerciants de Cadis i de Lima (perjudicats pel «lliure comerç» i l'obertura de la Duana portenya) encara tenien poder suficient com per entorpir algunes de les iniciatives comercials de Buenos Aires. De manera que els comerciants portenys van sol·licitar la creació d'un Consolat de Comerç per a la ciutat, com el que existia a Lima. La comanda s'havia repetit cada any davant la Casa de Contractació d'Índies, però no hi havia prosperat fins que va ser presentat directament davant el rei Carles IV el 1793 per Manuel Belgrano, un advocat porteny recentment rebut que residia a Madrid:
| « | Quan vaig saber que tals cossos [Consolats] en les seves juntes [de Govern] no tenien altre objecte que suplir les societats [de foment] econòmiques, tractant d'agricultura, indústria i comerç, es va obrir un vast camp a la meva imaginació ... Tant em vaig al·lucinar i em vaig omplir de visions favorables a Amèrica, quan vaig anar encarregat per la secretaria, que en les meves memòries descrigués les Províncies, a fi que sabent el seu estat, poguessin prendre providències encertades per a la seva felicitat ... | » |

El Consolat de Comerç va ser formalment erigit en 1794, com una dependència directa de la Casa de Contractació; se li va assignar un únic funcionari pagat amb el càrrec de secretari, que va resultar el mateix Belgrano. Aquest es va traslladar a Buenos Aires i va nomenar al seu cosí, Juan José Castelli, com a secretari interí, encara que amb funcions permanents. La impressió de Belgrano en arribar a Buenos Aires no va ser satisfactòria:
| « | .. no puc dir prou la meva sorpresa quan vaig conèixer als homes nomenats pel Rei de la Junta [de Govern] que havia de tractar d'agricultura, indústria i comerç, i propendir a la felicitat de les províncies que componien el virregnat de Buenos Aires; tots eren comerciants espanyols; exceptuant un que un altre, res sabien més que el seu comerç monopolista, és a dir, comprar per quatre per vendre per vuit amb tota seguretat. […] El meu ànim es va abatre, i vaig conèixer que res es faria a favor de les Províncies per uns homes que pels seus interessos particulars posposaven els del bé comú. | » |

El Consolat era un cos col·legiat format per comerciants (finançat mitjançant el cobrament de l'impost de l'avaria) que havia de funcionar tant com un Tribunal de Comerç, com una societat de foment de l'economia; per això últim, era obligació del secretari Belgrano presentar anualment una Memòria Consular, amb propostes sobre els mitjans que considerés més adequats per fomentar l'agricultura, animar a la indústria i protegir el comerç. Més tard, el mateix Consolat va intentar fundar una Societat d'Amics del País, però va fracassar per complet.
En canvi, sí que va tenir èxit en la creació d'una Escola de Nàutica i una Acadèmia de Geometria i Dibuix. La primera, dirigida per Pedro Cerviño, va funcionar fins a l'any 1806, en què va ser tancada per ordre de la Cort, controlada en aquesta època pel ministre Manuel Godoy, a qui molt poc importaven els interessos dels americans. La segona, en canvi, va tenir major quantitat d'alumnes però també va tenir una vida efímera; Belgrano la va obrir en 1799, va demanar autorització per a això a la Cort i va començar el dictat de les classes, però a l'any següent la Cort el va desautoritzar, qualificant a la Acadèmia com un luxe innecessari en temps de guerra. Davant aquesta perspectiva, va quedar també en el no res el projecte del Consolat d'obrir una escola d'arquitectura. Belgrano també va donar suport a la publicació del Setmanari d'Agricultura, Indústria i Comerç que va editar Juan Hipólito Vieytes entre 1802 i 1807.
Com els comerciants de Montevideo van sol·licitar la creació del seu propi Consolat de Comerç, el de Buenos Aires es va avançar a crear-hi una filial del consolat, que va consistir únicament en el nomenament d'un comerciant porteny, Jose de Revuelta, que havia de residir a Montevideo. Les causes judicials i totes les iniciatives educatives i de promoció van seguir tramitant-se en Buenos Aires, el que va alimentar el ressentiment dels comerciants de Montevideo.

## Tres virreis en sis anys

### Pedro Melo de Portugal

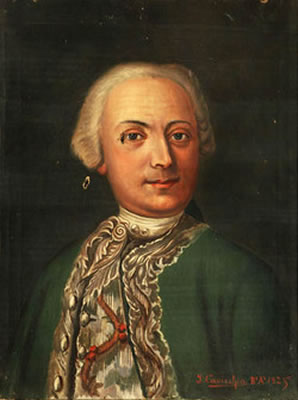
Pedro Melo de Portugal

Al març de 1795 va assumir el càrrec de virrei el governador sortint de la intendència del Paraguai, Pedro Melo de Portugal y Villena, un llunyà descendent dels ducs de Bragança, el que el convertia en un parent llunyà dels reis de Portugal i Espanya. El 1795, el recent elegit virrei va ordenar al comandant dels blandengues de la Banda Oriental la fundació d'una vila sobre la Cuchilla Grande i en les rodalies de la frontera amb els portuguesos; l'oficial la va fundar amb el nom de Melo, i és l'actual ciutat d'aquest nom a la República Oriental de l'Uruguai. L'any 1797, el governador Sobremonte va fundar un poble, que també va anomenar Vila de Melo en nom del virrei, encara que no va aconseguir autorització per dotar-lo dels privilegis d'una vila; en l'actualitat, deformat pel costum, el nom de la ciutat és Vila de Merlo.
Entre les seves iniciatives més importants va estar a la provisió de blat a Montevideo davant d'un problema d'escassetat, i l'erecció del pòsit de cereals de la ciutat de Buenos Aires. Durant el seu mandat, la intendència de Puno va ser separada del virregnat del Riu de la Plata i restituïda a la jurisdicció judicial de Cusco.
L'abril del 1797, el virrei Melo va fer una visita d'inspecció a les fortificacions de Montevideo i Maldonado; de retorn de l'última, a l'altura de Pando, va caure del cavall i es va colpejar el cap, morint a Montevideo dos dies més tard. Hi havia ocupat el càrrec dos anys i 30 dies.

### Antonio Olaguer Feliú, virrei interí

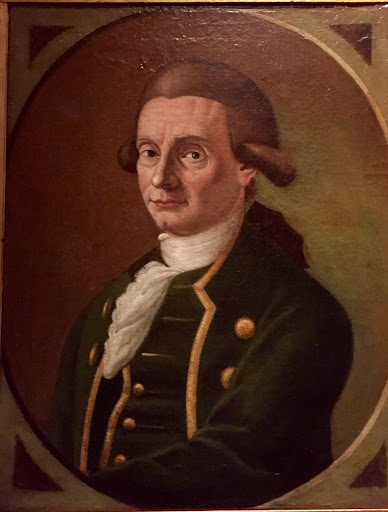
Antonio Olaguer Feliú

La sorprenent mort del virrei Melo va obligar a la Reial Audiència a obrir els «plecs de providència» signats pel rei al moment del seu nomenament; aquests eren papers que només podien ser oberts en cas de «mort o un altre accident inopinat» que deixés la seu virreinal vacant, i nomenava a un virrei merament interí, que exerciria el càrrec fins al nomenament reial d'un successor. Existien tres plecs tancats, per si el successor també hagués mort o fos absent, però en el primer figurava el governador de Montevideo i inspector de tropes del virregnat, Antonio Olaguer Feliú. El mariscal Olaguer Feliú va ocupar el càrrec de virrei interí des del 2 de maig de 1797.
Aclaparat per la situació d'imminent guerra contra Anglaterra i Portugal, va dedicar els seus primers esforços a reforçar la defensa de Montevideo i va obrir parcialment els ports del virregnat al comerç amb França, aliada en aquesta època del rei d'Espanya, fins i tot anticipant-se a la Reial Ordre al aquest sentit de novembre de 1797. Aquesta mesura va reforçar l'activitat comercial i va permetre al virrei interí enviar importants remeses de plata segellada a Espanya.
En 1799 va publicar una Reial Ordre de l'any anterior, que oficialitzava el Protomedicat del Riu de la Plata, que havia estat fundat pel virrey Vértiz en 1780, però havia funcionat de forma precària fins llavors. Es tractava d'una institució inspirada en els gremis medievals, tot i que en un format modern; un col·legi de metges encarregat de vigilar l'exercici de la medicina, així com de formar nous metges i cirurgians. La Reial Ordre confirmava al capdavant del mateix a qui venia exercint el càrrec durant més d'una dècada, l'irlandès Miguel O'Gorman, el col·laborador més proper era el crioll Cosme Mariano Argerich, secretari del Protomedicat. Entre les seves funcions hi era, a més, l'examen mèdic dels esclaus posats a la venda i dels presos. El 1800 es va fundar l'Escola de Medicina, que va iniciar les seves activitats l'any següent; a més de matèries orientades a la ciència i pràctica mèdiques, s'impartien cursos de química (amb textos de Lavoisier) i de botànica.

### El Marqués d'Avilés

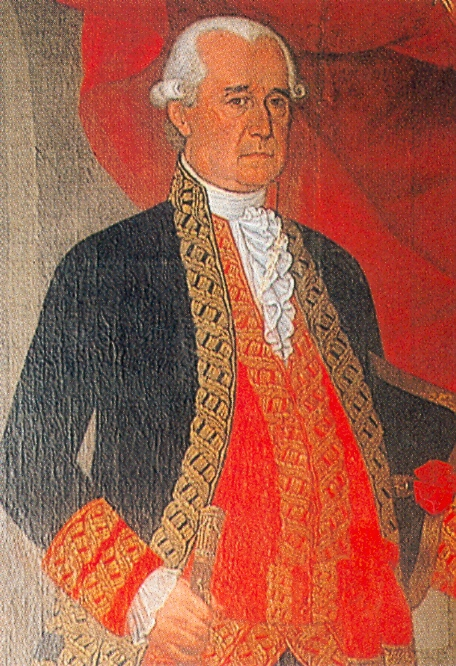
Gabriel de Avilés y del Fierro

La notícia de la mort del virrei Melo va trigar mesos a arribar a Madrid, on es van afanyar a nomenar algú que el reemplacès, el llavors Capità General de Xile, Gabriel de Avilés Fierro, marquès d'Avilés. Però aquest va haver d'esperar a solucionar la seva pròpia successió a Xile, per la qual cosa va poder fer-se càrrec del virregnat al març de 1799.
El seu mandat va estar signat per la crisi derivada de les guerres intermitents amb Espanya, que havien frenat el creixement del comerç exterior, i amb aquest dels ingressos públics. Per finançar el seu ambiciós pla d'expansió de les millores a la capital (principalment l'empedrat dels carrers) va sancionar impostos sobre els carruatges, els cafès i les posades, i també va administrar ell mateix la plaça de toros, cosa que li va permetre augmentar significativament seus ingressos i que es va esforçar per professionalitzar-los, impedint evasions fiscals i desviaments de fons públics. Va enviar una expedició contra els xarrues i va organitzar diverses expedicions a les Salines Grans per assegurar la provisió de sal per a la creixent indústria dels saladeros. Aquestes expedicions van permetre establir contactes pacífics amb els indígenes de la Pampa, al mateix temps que cridaven l'atenció sobre l'estat de la línia de fortaleses de la frontera.
El marquès d'Avilés va ser considerat un dels més capaços virreis del Riu de la Plata, encara que va ocupar el càrrec només per dos anys. Va ser qui més es va ocupar de la situació de l'interior del virregnat; reorganitzar completament els dos departaments en què es dividien Misiones, fixant els seus límits, edificant algunes fortificacions i fundant sobre el riu Uruguai la vila de Belén, poblada per blancs de la Banda Oriental però destinada a servir de nexe exterior a les Misiones. Abans de deixar el comandament, va elevar a la Cort de Madrid un extens informe sobre la història i l'estat de Misiones, en què proposava abandonar definitivament les institucions típiques dels pobles d'indis (especialment la propietat comunal de la terra), i la concessió dels drets individuals als indígenes.
Avilés no va arribar a completar els cinc anys previstos per al seu mandat, ja que va ser nomenat per succeir en el càrrec de virrei del Perú a Ambrosio O'Higgins.

## Economia i societat entre dos segles

### L'economía
El comerç va patir importants canvis al llarg del segle xviii a tota Amèrica espanyola, però els mitjans de producció, en canvi, no es van veure alterats significativament. Hi havia un augment de les dimensions de les explotacions i dels volums produïts, però tant les explotacions mineres com l'agricultura s'expandien sense modificar en absolut les arcaiques formes de producció, i en la major part del continent tampoc es van alterar les relacions socials que sostenien el treball, tant dels indígenes com dels esclaus i els criolls lliures.
En els territoris que actualment formen l'Argentina, en canvi, s'havien produït alguns canvis fonamentals:
- En primer lloc, l'explotació de la població indígena s'havia pràcticament dissipat a gairebé tot l'antic Tucumán, a Cuyo i a Corrientes, on inicialment havia estat important. Fins a finals del període colonial seguirien existint pobles d'indis sotmesos a formes atenuades de l'encomienda, però la seva importància relativa era molt menor que abans; la immensa majoria de la producció era duta a terme per esclaus, per personal contractat i pagament, o per arrendataris lliures.[117]
- En segon lloc, la ramaderia bovina havia substituït del tot les antigues vaqueries a causa de la desaparició dels bovins feréstecs per la doble pressió dels espanyols i els indígenes. En lloc d'això, els rodeos mansos (de bovins, cavalls o mules reunits en estàncies) van predominar com a forma de producció ramadera. Els pagesos lliures que treballaven permanent o transitòriament en les estàncies eren els gautxos, un nou estrat social típic del camp, que racialment anava dels mestissos als purament espanyols.[118]

L'economia estava basada principalment en la producció per al consum local, i la major part dels aliments, tèxtils i fustes produïdes eren comercialitzades a la ciutat que cada productor depenia, especialment la carn i els cereals. Les principals produccions primàries que eren objecte de comerç intern o extern eren el tabac, l'herba mate, els cuirs, els aiguardents i les mules; a això se sumaven alguns productes artesanals, com teixits de cotó, carretes i sucre. Els dos primers productes eren produïts principalment a Paraguai i a Corrientes; traslladats cap al sud pel riu Paraná, eren comercialitzats a tot el virregnat, així com a Xile i, ocasionalment, a Brasil. Els aiguardents, sucre, teixits i carretes eren objecte de comerç a grans distàncies, sempre dins el virregnat, encara que ocasionalment eren exportats a Xile.
Els cuirs eren el principal producte d'exportació transatlàntica, i el reglament de lliure comerç va afavorir la seva expansió, passant de 150.000 cuirs l'any 1778 a 800.000 el 1801. L'altre objecte principal d'exportació, que incloïa en la seva producció i trasllat al litoral fluvial, al centre i al nord-oest de l'actual Argentina era la producció de mules; aquestes eren criades a les planes de Buenos Aires, Santa Fe i Entre Rios, i d'allí eren arriades fins a la intendència de Salta, on es feia una escala per engreixar-les amb farratges i vendre-les. Després continuaven el seu viatge fins al seu destí final, que eren les mines de Potosí i el sud del Perú. Aquest comerç implicava la participació de grans quantitats de petits empresaris i empleats, i també aportava importants beneficis fiscals als cabildos per on passaven les arries de mules.
En tot cas, la modificació de les estructures comercials generalitzar el model social que havia prevalgut a Buenos Aires i a Montevideo, en què l'aristocràcia i el poder polític local estaven lligats gairebé exclusivament al comerç, no a la producció. L'època del predomini social dels estanciers arribaria només després del final del període colonial.

## Joaquín del Pino y Rozas

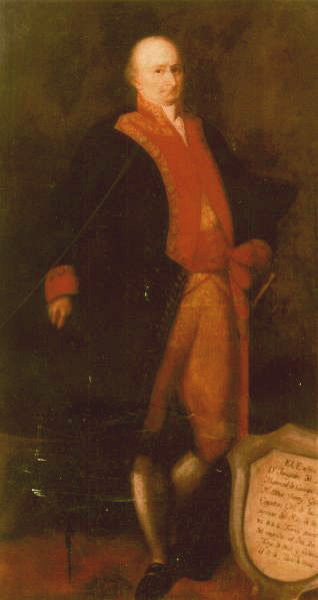
Joaquín del Pino

Joaquín del Pino y Rozas havia arribat al Riu de la Plata el 1771, i va ser governador de Montevideo, president de la Reial Audiència de Charcas i Capità General de Xile abans de ser nomenat, al juliol de 1800, virrei del Riu de la Plata. Tenia fortes vinculacions a Buenos Aires, encara que la seva dona, Rafaela de Vera Mujica, amb qui es va casar el 1783, era membre de la família més important de la ciutat de Santa Fe. Va ser el virrei de més edat, ja que tenia 72 anys al moment d'assumir el càrrec.
Durant el seu mandat es va completar la nova plaça de toros a Retiro, i es va iniciar la construcció de la Recova de Buenos Aires. Abans d'aquesta data, el comerç d'aliments es feia en llocs improvisats, a la intempèrie, al centre de la Plaça Major i de les places de barri; la recova (una sèrie d'arcs oberts per ambdós costats) va donar comoditat als comerciants i va beneficiar als seus clients en afavorir la higiene dels aliments que allà es venien, especialment de la carn.
L'ancià virrei va emmalaltir de gravetat a principis de 1804, i a principis del mes d'abril els seus metges van anunciar a l'Audiència que estava completament prostrat i impossibilitat de forma permanent d'exercir el seu govern. L'11 d'abril, després de molts dubtes, l'Audiència finalment va proclamar:
| « | ...haver recaigut en ella el Govern polític i militar, amb tota la plenitud d'autoritat amb que l'havia exercit el Virrei. | » |

Aquesta mateixa tarda va morir el Virrey.

### Els primers mitjans de comunicació

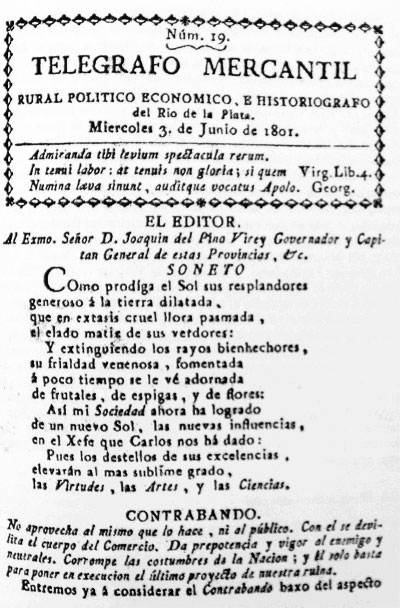
El Telégrafo Mercantil

La major part de les famílies benestants del virregnat tenien biblioteca, tot i que la majoria dels llibres continguts eren de caràcter religiós, tal com demostren els inventaris de béns dels morts. Però la necessitat de lectura era generalitzada, i en una ciutat de comerciants d'ultramar com era Buenos Aires, hi havia uns vuitanta subscriptors de la Gaseta de Madrid el 1796; pocs anys més tard, la Guia de Forasters havia aconseguit vendre més de cent exemplars.
Amb autorització del virrei Avilés, el nouvingut espanyol Francisco Cabello y Mesa es va proposar publicar un diari imprès, el primer de Buenos Aires, a la Impremta dels Nens Expòsits. Amb el suport de Belgrano, Cabello va publicar a partir del 1r d'abril de 1801 el Telégrafo Mercantil, Rural, Político, Económic i Historiográfico del Rio de la Plata. Clarament, el públic lector a qui apuntava era el dels comerciants de la ciutat, i per això incloïa informes de sortides i arribades de vaixells als ports de Buenos Aires i Montevideo. Però també s'apuntava a un públic que busqués literatura, i per això en el seu primer número es va incloure l'Oda a Paraná de Manuel José de Lavardén. Al diari van publicar les seves idees Manuel Belgrano, Juan José Castelli, Pedro Cerviño, Luis José de Chorroarín i molts altres. Les raons econòmiques van obligar finalment a Cabello a deixar de publicar el seu setmanari a l'octubre de 1802, després de publicar 110 números.
Poc abans de l'últim número del Telégraf Mercantil va aparèixer un segon diari, el Semanario de Agricultura, Indústria i Comercio, publicat per Hipólito Vieytes; aquesta segona publicació era, ja decididament, un mostrari de noves idees sobre producció, comerç i societat. Va tenir més èxit que el seu predecessor, ja que va aconseguir a publicar setmanalment fins al febrer de 1807.
L'últim diari publicat durant l'època virreinal va ser el Correo de Comerio, a principis del 1810, amb autorització del virrei Cisneros. Es va iniciar com un diari de tipus comercial, per ràpidament convertir-se en l'òrgan oficial dels revolucionaris.

### Invasió portuguesa de les Misiones Orientales
L'any 1801, el rei Carles IV va cedir a la pressió de l'emperador francès Napoleó Bonaparte, i va declarar la guerra a Portugal; l'anomenada Guerra de les Taronges va consistir en una breu campanya de divuit dies, durant la qual les forces espanyoles van ocupar una sèrie de localitats portugueses frontereres, i va finalitzar amb un tractat de pau pel qual se cedia una d'elles (Olivença) a Espanya. No va tenir més conseqüències a Europa.
Però l'ocasió va ser aprofitada pel governador de Rio Grande do Sul per iniciar la invasió de les Misiones Orientales, és a dir dels set pobles que la frustrada cessió a Portugal havia causat la guerra guaraní de 1754; per això es va aliar amb alguns guaranís descontents, i va enviar cap a les mateixes diverses partides de milicians irregulars. Després d'ocupar sense oposició la Guardia de San Martín, el fort de Santa Tecla i la Guàrdia de Chuí, destinats a defensar dels atacs portuguesos a Misiones i a la Banda Oriental, van avançar sobre les Misiones Orientals, que van ser lliurades sense resistència pels seus defensors, ja que els guaranís estaven molt descontents amb l'administració colonial posterior a la sortida dels jesuïtes. Una riuada del riu Uruguai va impedir als invasors continuar el seu avanç a l'oest del mateix.
La resposta espanyola va ser tardana i ineficaç. Una columna va ser derrotada al costat del riu Yaguarón i perseguida fins a la Vila de Melo, que va ser atacada i destruïda; una segona columna, al comandament del coronel José Ignacio de la Quintana, va avançar sobre la missió de São Borja, l'última que havia estat ocupada pels portuguesos, on va ser rebutjat. Hostilitzat en la seva retirada, va ser obligat a tornar fins Cerro Largo, on va aconseguir ocupar el destruït fort de Melo. Una altra divisió, enviada des de Misiones Orientales en direcció cap a San Borja, va ser derrotada per un atac portuguès que va travessar el riu Uruguai en Apóstoles. El general Sobremonte va avançar des de Buenos Aires fins al riu Yaguarón, on va comprovar que era àmpliament superat en nombre pels seus enemics, de manera es va retirar cap al sud. També hi va haver hostilitats a l'alt riu Paraguai, que van fixar les fronteres al riu Apa.
Al mes de desembre va arribar la notícia de la signatura del Tractat de Badajoz que havia posat fi a la Guerra de les Taronges al juny, i la guerra va acabar també a Amèrica. Atès que el tractat estipulava la devolució de les conquestes mútues, les autoritats van confiar en què els set pobles de Misiones serien retornats; però com els mateixos no van ser esmentats en la Pau d'Amiens, Portugal es va negar a tornar-los. El capità de milícies Gonzalo de Doblas va proposar recuperar el territori ocupat per mitjà d'atacs simultanis, però ni el virrei Del Pino ni el seu successor Sobremonte van autoritzar aquestes operacions. De manera que Misiones Orientals van ser incorporades al Brasil des de llavors a causa de la debilitat i incapacitat de les forces militars del virregnat i de la mala voluntat dels guaranís envers l'administració colonial.
El virrei interí Olaguer y Feliú havia sancionat el gener de 1801 un Reglament de Milícies per a tot el virregnat, que reorganitzava i reforçava la importància de les forces voluntàries en la defensa del mateix. Tot i que no havia causat efectes en l'organització militar del mateix per a la data de la guerra, aquesta va deixar en evidència la permanent incapacitat de les forces veteranes, mentre que les poques forces que van aconseguir tan sols mobilitzar durant la guerra havien estat gairebé exclusivament de milícies. Des de llavors, la població (més que l'autoritat colonial, que seguia confiant en les forces veteranes) va identificar les seves possibilitats de defensa amb la formació i mobilització de milícies.

### L'interior en el canvi de segle
El 1790 va deixar el comandament de la intendència de Salta el governador Mestre, reemplaçat per Ramón García de León y Pizarro, un militar amb llarga experiència administrativa al Perú i l'Alto Perú. Malgrat les limitacions en els seus ingressos, la seva actuació va ser destacada, especialment per les seves campanyes a la regió del Chaco, on va fundar la ciutat de San Ramón de la Nueva Orán, i l'organització d'alcaldies pedànies en els pobles de l'interior. També va traslladar la catedral de Salta a l'església que havia estat dels jesuïtes. El 1797 va ser breument succeït per Tadeo Dávila, abans de ser reemplaçat per Rafael de la Luz. Aquest nou governador, ple de bones intencions i iniciatives, va estar gairebé constantment en conflicte amb les altres autoritats, tant de la seva capital com de les altres ciutats, i el seu govern no va portar endavant progressos significatius.
A San Miguel de Tucuman es va demolir l'Església matriu, reemplaçant-la per l'actual Catedral, mentre els dominics van edificar un convent i van començar a dictar una càtedra de filosofia. Catamarca, una ciutat més petita, estava dividida per picabaralles familiars que dificultaven l'acció del cabildo, de manera que les més importants gestions dels governadors van estar orientades cap a solucionar aquests plets.
A Córdoba va continuar en el comandament el general Sobremonte fins al 1797, quan va ser reemplaçat per Nicolás Pérez del Viso fins al 1803; a aquest li van succeir els dos breus governs de José González de Rivera (que va morir en el càrrec) i Victorino Rodríguez. Tots ells es van destacar per acumular conflictes amb les altres autoritats, especialment el cabildo, els bisbes, el capítol catedralici i la Universitat. No obstant això, van arribar a establir escoles, la primera sala de dones a l'Hospital Sant Roc de Córdoba, alguns camins i fortificacions i una sucursal del Protomedicat de Buenos Aires. Es va formar també un cos de milicians de la ciutat.
Les ciutats menors de la intendència, La Rioja, San Juan, Mendoza i San Luis no es van veure beneficiades per l'actuació dels governs d'intendència (excepte per la formació de la vila de Melo, actual Merlo, en jurisdicció de l'última).
A Corrientes, la població augmentava significativament i sorgien nous pobles, com Goya, actualment la segona ciutat en importància de la província. No obstant això, en aquest mateix període els correntins van acabar de perdre la disputa que havien mantingut durant dècades amb Asunción per la possessió de la zona al nord del riu Paraná, l'actual departament de Ñeembucú.
A Santa Fe no van ocórrer canvis polítics d'importància, i la regió va continuar assetjada pels atacs tant des de la frontera del Chaco com de la Pampa. De totes maneres, l'augment del comerç va donar lloc al creixement de la població de Rosario.
El mateix va passar a Entre Ríos, un territori que va continuar dividit entre Corrientes, Santa Fe, Misiones i Buenos Aires; en aquesta època va sorgir el primer caseriu d'alguna importància en l'actual ciutat de Paraná.
El govern de les Missions Guaranís va ser restablert el 1803 fins al 1806, any en què el seu governador va ser encarregat també de la intendència del Paraguai. El 1809, el virrei Cisneros va nomenar a Tomás de Rocamora cap militar i polític de Misiones, «en classe de Segon» del governador Velasco.

## Rafael de Sobremonte

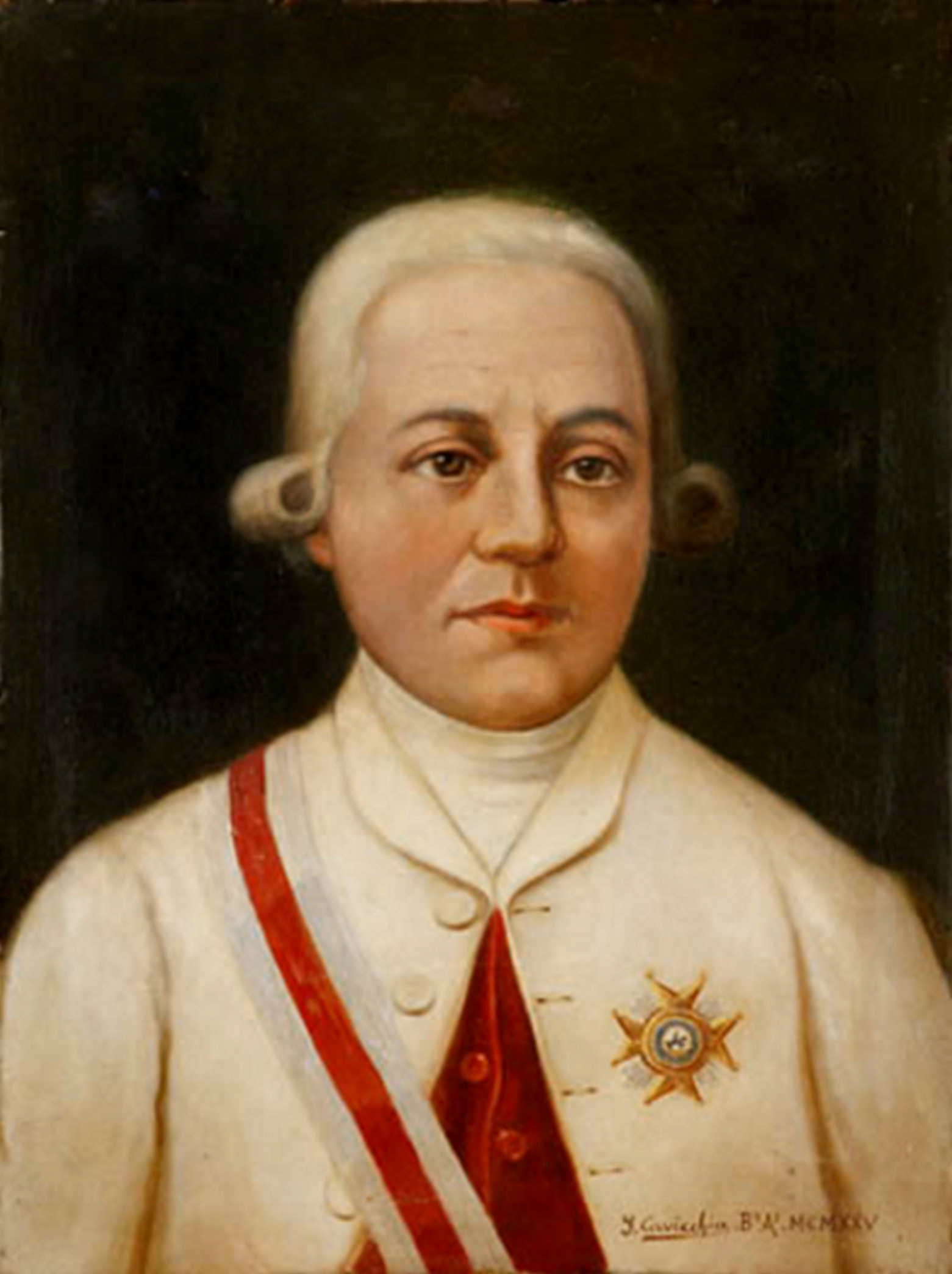
Rafael de Sobremonte

La mort de Del Pino va posar novament a l'Audiència en l'obligació d'obrir els «plecs de providència»; en el primer plec s'esmentava a un oficial ja mort, i en el segon a l'inspector general de les tropes del virregnat, Rafael de Sobremonte, que estava en aquest moment a Montevideo, que va trigar gairebé dues setmanes a fer-se càrrec del virregnat, a finals d'abril de 1804. Seria confirmat com a virrei titular per Reial Ordre del 6 d'octubre del mateix any.
Durant la gestió de Sobremonte va arribar a Buenos Aires el vaccí antiverola. Si bé en 1803 havia salpat la Reial Expedició Filantrópica del Vaccí cap a Amèrica, al comandament de Francisco Javier Balmis, aquesta no va arribar al Riu de la Plata fins després de dos successos independents. D'una banda, el capellà de Baradero, Feliciano Pueyrredón, havia desenvolupat a principis de 1805 el vaccí de manera autònoma, utilitzant vaques que havien estat en contacte amb malalts de verola com a font de la mateixa. Però a més, el 5 de juliol de 1805 va arribar a Montevideo el metge portuguès Antonio Machado de Carballo, amb diversos esclaus negres vaccinats a Rio de Janeiro i amb vaccins conservats en recipients de vidre. Tot i que aquestes últimes van ser rebutjades per considerar-les inútils, els metges del Protomedicat de Buenos Aires, Cosme Mariano Argerich i Miguel O'Gorman, van difondre ràpidament el vaccí entre la població de la capital i de les ciutats de la intendència de Buenos Aires. Per a la difusió entre les persones més humils va ser crucial l'ajuda del capellà Saturnino Segurola, que va vaccinar a milers de persones. Posteriorment, el vaccí va passar també a l'interior del virregnat.
La seva gestió com a governant va pretendre, des del principi, ser tan eficaç com ho havia estat a Córdoba; fundar el poble de San Fernando i va canalitzar el riu de la Plata per donar accés al delta i al Port de Las Conchas. També va signar un tractat amb diversos cacics pehuenches, que li va permetre enviar una expedició al sud de l'actual província de Mendoza, que potser va arribar al nord de la de Neuquén. Va obrir dos nous mercats en barris de la capital i va autoritzar la inauguració del Teatre Coliseu, també anomenat Casa de Comèdies, que va reemplaçar al de la Ranchería, destruït per un incendi dotze anys abans.

### La invasió anglesa
El 5 d'octubre de 1804, prop de Cadis, una esquadra anglesa va enfonsar una fragata i va capturar tres més, que portaven un gran carregament de plata des de Montevideo a Espanya. Aquest breu combat va donar inici a la guerra entre Espanya i Gran Bretanya.

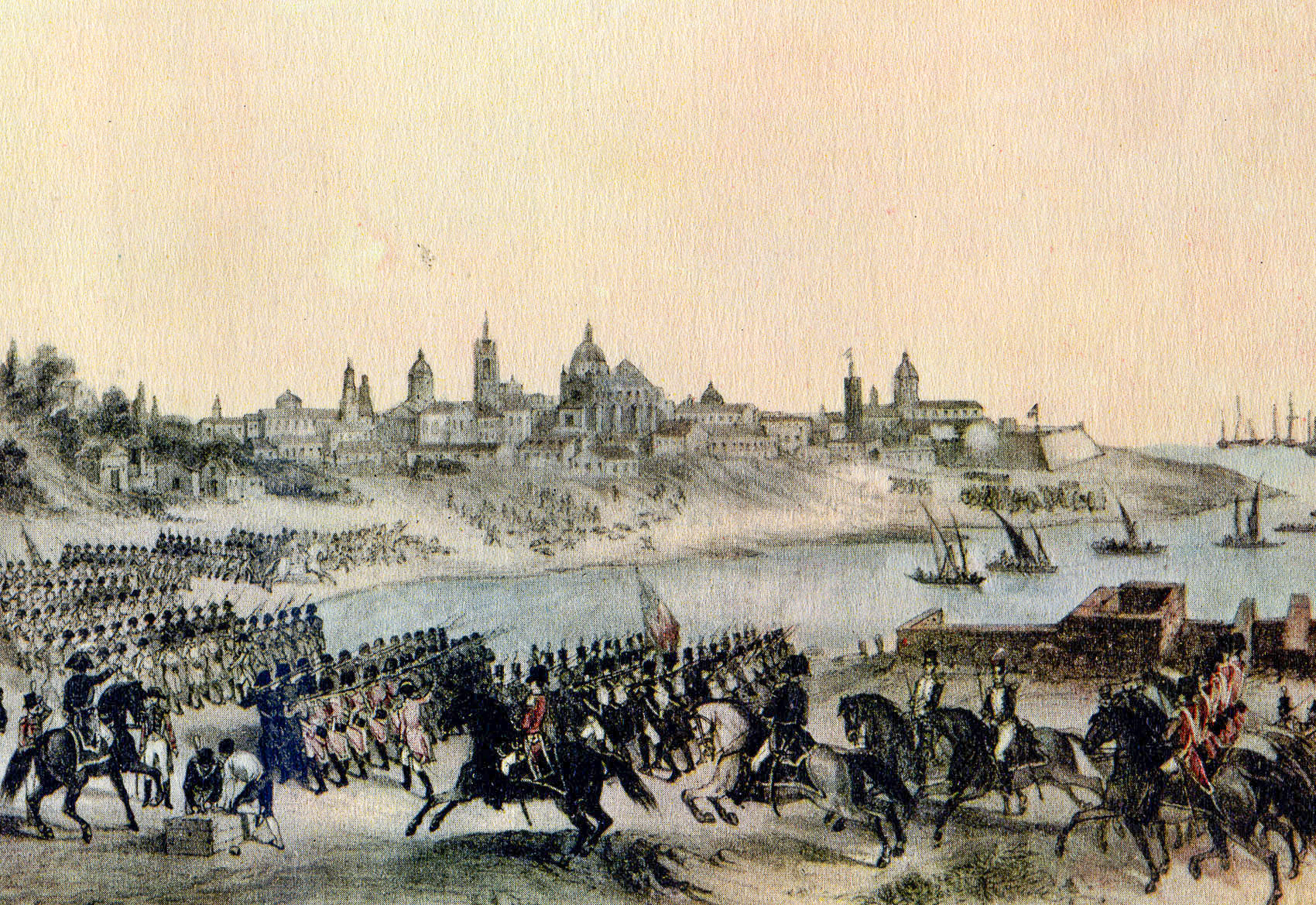
Els anglesos atacant la ciutat de Buenos Aires

Una de les principals raons que tenia Gran Bretanya per declarar la guerra a Espanya eren les remeses de diners que partien des del Riu de la Plata cap a Espanya, que en gran part finançaven a l'Imperi francès. En aquestes circumstàncies, s'esperava un atac anglès sobre el Riu de la Plata en qualsevol moment. El virrei va demanar auxilis a Espanya, però se li va respondre que no hi havia cap, i que armés a la població; al que Sobremonte es va negar perquè va pensar que això debilitaria la subjecció del virregnat a l'Imperi Espanyol. Convençut que atacarien Montevideo, va accelerar l'acabament de les muralles de la ciutat i va traslladar cap allà la majoria de les tropes veteranes, mentre traslladava tots els diners a Buenos Aires. El que ignorava és que els anglesos es van assabentar del trasllat dels cabals.
El 25 de juny, tropes angleses (només 1600 homes) van desembarcar a Quilmes, i des d'allí van avançar cap a Buenos Aires. Sobremonte va intentar una defensa amb les poques tropes que li quedaven a Riachuelo, traslladant-se cap a l'oest; però els anglesos van superar amb algunes escaramusses les defenses i van prendre el centre de la ciutat el dia 27. El virrei va decidir llavors complir velles instruccions per al cas que la seva capital caigués; traslladar totes les tropes disponibles, les armes que pogués dur i els diners cap a l'interior. Així va ser que es va traslladar fins a Córdoba, a la qual va declarar capital del virregnat, on va reunir un considerable nombre de tropes, i tot seguit va partir de retorn cap a Buenos Aires. Però a la capital la seva conducta va ser jutjada com una covardia, i els comerciants van posar esment a quedar bé amb els invasors fins al punt que els van lliurar els fons que Sobremonte no havia pogut portar més enllà de Luján per ser intransitables els camins.
Els anglesos van anunciar que havien conquerit el virregnat, però la veritat és que no ocupaven més que el centre de la capital. La resta del virregnat no havia patit cap violència, i seguia sotmès a l'autoritat del virrei, dels intendents i els cabildos.
Alguns grups de milicians de cavalleria es van organitzar sota les ordres de Juan Martín de Pueyrredón, voluntaris de la ciutat es van armar en secret coordinats per Martín de Álzaga, i el capità del port d'Ensenada, el francès Santiago de Liniers, va marxar fins a Montevideo, on es va fer lliurar les tropes al seu comandament pel governador Pascual Ruiz Huidobro, amb les que va tornar a Las Conchas. Allà va reunir els voluntaris i va marxar sobre Buenos Aires. El 12 d'agost, les tropes de Liniers i els voluntaris van derrotar els invasors, que van ser fet presoners i enviats a diferents punts de l'interior.

### Un virrei expulsat de la seva capital
Sobremonte es va assabentar de la reconquesta de Buenos Aires quan estava en camí cap allà; havia escrit repetides vegades a Liniers ordenant-li que l'esperés per a atacar junts, però el francès no va respondre cap dels missatges. Dos dies després de la victòria, va tenir lloc un cabildo obert a Buenos Aires, on el virrei va ser profusament criticat, acusat de covardia i ineptitud, i es va decidir delegar el comandament polític i militar a Liniers. Sobremonte va respondre irat que es proposava prendre la totalitat del govern, ja que la seva autoritat emanava directament del rei. El cabildo li va contestar suplicant que almenys delegués el comandament militar a Liniers, perquè organitzés la defensa de la ciutat davant un previsible nou atac anglès. Sobremonte, instal·lat ja a San Fernando, veient la animositat que hi havia en contra d'ell, i tement que la seva autoritat fos qüestionada a la capital, va acabar per cedir; va delegar el comandament militar a Liniers i el comandament polític al regent de l'Audiència, només mentre estigués fora de la capital.
Tot seguit, el virrei va passar a la Banda Oriental i es va instal·lar a Montevideo, emportant-se totes les forces veteranes de la capital i les milícies portades des del nord. També a Montevideo, Sobremonte va ser humiliat i insultat. Des d'allà va tractar de fer-se obeir a les intendències, però només tenia autoritat efectiva en la Banda Oriental del riu de la Plata.
Liniers va començar a formar milícies voluntàries a la ciutat recentment reconquerida, agrupant les forces per arma i pel seu origen; per exemple, la infanteria estava dividida en batallons segons la regió d'Espanya de la qual fossin originaris, o dividint els rioplatencs entre Arribeños (els originaris de l'interior del país) i Patricis (els portenys). Aquest últim cos era el més nombrós, i es van formar tres batallons, que es van reunir en un regiment. Els cossos eren lliures d'organitzar-se ells mateixos, triar els seus caps i dotar-se d'uniformes i armes. El govern havia de sufragar les seves despeses posteriors i sous, i era el responsable de donar-los instrucció militar. En total, es van enrolar una mica més de set mil homes.
L'esperada segona invasió va començar a finals d'octubre de 1806. Els anglesos van bombardejar Montevideo i van desembarcar a Maldonado. Sobremonte va enviar una força a atacar-los, però en assabentar-se que ja havien desembarcat el doble de soldats que els que hi havia enviat, els va ordenar tornar a Montevideo. Això li va valer el repudi de la ciutat, i el cabildo li va prohibir entrar a la mateixa i va encarregar el comandament al general Ruiz Huidobro, que comptava amb menys de 3000 homes. Quan els anglesos van desembarcar al voltant de 8000 homes al costat de Montevideo, Sobremonte va intentar dos atacs a les forces que es dirigien sobre la ciutat, fracassant per complet. El 3 de febrer de 1807, la ciutat de Montevideo queia en mans angleses.
Buenos Aires va culpar novament de tot a Sobremonte, i el 10 de febrer, una junta de guerra convocada per Liniers amb la presència de la Reial Audiència, el Tribunal de Comptes, el Consolat, el bisbe, els membres del cabildo, els comandants dels cossos militars i alguns veïns van declarar deposat al virrei. A continuació es va escollir a Liniers com virrei interí. Sobremonte va ser arrestat i portat a Buenos Aires. Era la primera vegada en la història que un representant directe del rei d'Espanya de tan alta jerarquia era deposat per la voluntat dels seus súbdits. No obstant, la gravetat d'aquest acte va passar desapercebuda de moment, especialment quan va arribar a Buenos Aires una Reial Ordre signada l'anterior mes d'octubre, que ordenava lliurar el comandament a l'oficial de major graduació, que va resultar ser el mateix Liniers. Sobremonte va romandre arrestat a l'espera d'un judici, però el mateix Liniers es va encarregar que aquest no es dugués a terme.

## Santiago de Liniers

### Segona invasió anglesa

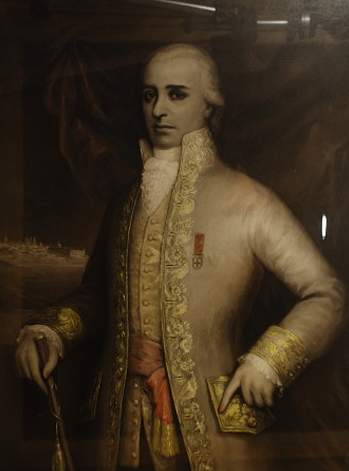
El virrei Liniers

Mentrestant, seguien arribant reforços anglesos a Buenos Aires, reunint-se més de 10.000 homes, i el 28 de juny van desembarcar a Ensenada. Iniciada la marxa sobre la ciutat, van atacar la posició defensiva de les milícies a ordres de Liniers en els Corrales de Miserere, derrotant-los per complet. Les milícies van tornar desordenadament a la ciutat, però el comandant anglès va donar a la ciutat tres dies per rendir-se. L'alcalde Martín de Álzaga els va aprofitar per organitzar barricades als carrers i per distribuir les tropes disponibles; quan el general invasor va ordenar marxar sobre la ciutat el 5 de juliol, les seves tropes (dividides en una dotzena de columnes) van ser durament derrotades i obligades a retirar-se. Liniers va intimar rendició.
Dos dies més tard, el comandant anglès va acceptar capitular; podria retirar-se amb tots els presoners, fins i tot els presoners fets de la primera invasió. A l'últim moment, Álzaga va incloure entre les capitulacions el lliurament de Montevideo en un termini de dos mesos, cosa que també va ser acceptada.
Espanya, a través del seu virrei i de les forces veteranes, s'havia mostrat incapaç de defensar el virregnat; les milícies de Buenos Aires, el Cabildo i el poble en general havien mostrat que podien fer-ho sense ajuda, i fins s'havien pres l'atribució de deposar un virrei. L'estabilitat del sistema colonial en el virregnat havia quedat molt afeblida.

### Liniers i els partits
Al mes d'octubre, Carles IV va confirmar a Liniers com virrei titular. El seu mandat va estar marcat per successius escàndols i intrigues. Va ser acusat de nepotisme, suborn i peculat, i la població es va mostrar escandalitzada pel seu romanç amb una altra francesa, casada, coneguda com La Perichona.
Carles IV es sotmetia cada vegada més a la voluntat de Napoleó, i va permetre que les tropes franceses travessessin Espanya per envair Portugal; poc abans que els invasors prenguessin Lisboa, l'esquadra anglesa va traslladar tota la cort portuguesa cap a Rio de Janeiro, al Brasil. Al març de 1808, quan van entrar més tropes franceses a Espanya, un aixecament va forçar l'arrest de Manuel Godoy i la renúncia de Carles IV, que va ser reemplaçat pel seu fill, que va assumir el tron com Ferran VII. Aquest va decidir sotmetre's encara més a l'emperador francès, i va marxar a la seva trobada a Baiona (França), on es va entrevistar amb ell i amb el seu pare; tots dos van ser forçats a abdicar i enviats a presó en palaus francesos, i Napoleó va nomenar rei d'Espanya al seu germà Josep Bonaparte.
Però tres dies abans, el poble de Madrid es va aixecar contra l'ocupació francesa, donant inici a la guerra del Francès. La qual, amb la sola excepció de la batalla de Bailén, va ser una successió de desastres per als espanyols; no obstant això, la fermesa d'aquests en la defensa i l'enorme participació popular van forçar a Napoleó a enviar successius exèrcits sobre Espanya, que van trigar més d'un any i mig a conquistar-la. Mentrestant, el govern va passar primerament a diverses juntes de govern locals; una d'elles, la de Sevilla, es va arrogar el títol de Junta Suprema d'Espanya i de les Índies. No tenia cap títol per a això, però va servir per aglutinar les diverses juntes en una Junta Suprema Central, que es va reunir per primera vegada al setembre de 1808.
Diversos enviats van anar arribant al Riu de la Plata, amb notícies i exigències molt contraposades. L'agost va ser el marquès de Sassenay, enviat de Napoleó, a qui Liniers va rebre primerament en presència de diverses autoritats, rebutjant la seva pretensió de reconèixer al rei Josep; però aquesta mateixa nit va tornar a reunir-se amb ell en privat, i es va desfer en lloances a l'Emperador. De totes maneres, Liniers va ordenar el jurament públic de Ferran VII.
Pocs dies després es va presentar José Manuel de Goyeneche, enviat de la Junta de Sevilla, que va ser rebutjat per no tenir títols que el acreditessin com a representant legal, i també per la pretensió de la Junta de Sevilla d'assumir una representació que la resta d'Espanya no li havia atorgat. Al setembre es va presentar un representant de la infanta Carlota Joaquima, germana de Ferran VII i esposa del príncep regent de Portugal, resident a Rio de Janeiro, reclamant el seu dret a ser reconeguda com a reina de les possessions espanyoles a Amèrica. Les autoritats van rebutjar la seva pretensió. Per la seva banda, Goyeneche va aconseguir marxar cap a l'interior del virregnat, on va causar tota classe de desordres (especialment a Chuquisaca) quan es va presentar com a defensor de les pretensions de Carlota Joaquima, abans d'arribar fins al Perú, on va ser nomenat governador de Puno.
Si les autoritats van rebutjar les pretensions de la Infanta, un grup d'intel·lectuals i comerciants va donar suport (en privat) als plans i intrigues de la infanta Carlota; es va formar així un partit, conegut com a «carlotisme», que tindria gran importància per al partit independentista. La seva pretensió era formar en el Riu de la Plata una monarquia constitucional. No obstant això el suport que va rebre de Lord Strangford, ambaixador d'Anglaterra a Rio de Janeiro i director de la política exterior del regent Joan, aquest es va negar a donar suport als plans de la seva esposa; especialment quan l'ambaixador va deixar en clar que no acceptaria l'annexió del virregnat a Portugal. D'altra banda, la Infanta aviat va deixar també en clar que pensava exercir com una reina absolutista; al començament de 1810, el carlotisme havia derivat en un grup de conspiradors sense un objectiu clar.
Un altre partit que es va formar en aquest moment va ser el «grup juntista», que aspirava a governar en el Riu de la Plata a través de juntes de govern «com a Espanya». Inicialment, els seus principals membres eren espanyols amb càrrecs en els cabildos de Buenos Aires (on de s'agrupaven els grans comerciants sota la direcció de l'alcalde Álzaga) i de Montevideo.
Els que havien de sostenir a Liniers a la capital (la Audiència, el Consolat, el Cabildo) estaven descontents amb ell, i les seves forces veteranes eren ja ínfimes. De manera que el virrei va decidir recolzar-se en les milícies. Va augmentar els seus sous, va millorar les condicions en les casernes i va omplir d'honors als caps i oficials. La Reial Hisenda es va ressentir d'aquests gestos, però a Liniers no li quedaven opcions. Els militars, i els seus aliats en el petit comerç i en l'Església, van formar un tercer partit; no tenien objectius polítics, però tenien la força, la capacitat d'usar-la, i el suport de les classes mitjanes i baixes.

### El juntisme a Montevideo i Buenos Aires

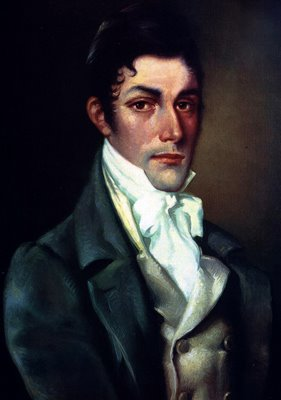
Martín de Álzaga

A Montevideo, ciutat que estava cada vegada més enfrontada amb Buenos Aires per causa de les invasions angleses i per causes comercials, les conspiracions en què s'havia vist embolicat Liniers causaven manifestacions cada vegada més virulentes contra el virrei, i al setembre el governador Francisco Javier de Elío demanava directament la deposició d'aquest. Liniers va respondre destituint a Elío, que al seu torn es va recolzar en els comerciants i membres del cabildo local per a formar una Junta de Govern, que va assumir el comandament el 20 de setembre a tota la Banda Oriental, desconeixent per complet al virrei.
El juntisme havia fet escola també a Buenos Aires, i el seu líder era l'alcalde Martín de Álzaga. Al mes d'octubre, aquest va tractar de convèncer l'Audiència d'unir-se per enderrocar a Liniers, però els membres de la mateixa es van negar. El 30 de desembre va fer un segon intent, tractant de forçar a Liniers a comportar despòticament, però el virrei va evitar el conflicte.
L'endemà, el 1r de gener, els membres del cabildo havien d'escollir als seus successors, que havien d'assumir aquest mateix dia; després de l'elecció dels mateixos, Álzaga va fer escollir també una Junta de govern, formada per espanyols i presidida per ell mateix, amb dos criolls, Mariano Moreno i el síndic Juliàn de Leyva, com a secretaris. Mentre les tropes de milícies d'origen espanyol i un grup de manifestants ocupaven la Plaça de la Victòria, el cabildo en ple al costat del bisbe Benito Lué es van dirigir a la Fortalesa, on van exigir la renúncia de Liniers. Aquest, encara que convençut que ja ningú li donava suport, es va refusar a lliurar el poder a la Junta, i en canvi va proposar per al càrrec al militar de més rang del virregnat (en aquest cas, el general Ruiz Huidobro) tal com dictaven les normes, al que Álzaga va accedir, per considerar-lo més manejable que Liniers. En veure que s'iniciava la redacció de l'acta de la renúncia de Liniers, gran part de les tropes i els manifestants es van retirar a casa seva.
Però de sobte va fer la seva entrada el coronel Cornelio Saavedra, comandant del Regiment de Patricis, que va interrompre la cerimònia, i va mostrar a Liniers la plaça plena dels seus partidaris, i ocupada pels Patricis i altres milícies locals; després d'un breu intercanvi de tirs, que van causar uns pocs ferits, els Patricis van desplaçar a les milícies espanyoles de la plaça. Liniers va tornar a l'interior del Fort i va anunciar que no renunciaria; i immediatament va ordenar la presó d'Álzaga i la resta dels cabildants que li havien exigit la renúncia.
L'endemà, l'Audiència va iniciar un judici per «independència» (sic) contra Álzaga i els altres líders del moviment, (encara que els dos secretaris mai van ser molestats) i Liniers els va enviar al desterrament a Carmen de Patagones. Un vaixell enviat per Elío des de Montevideo els va rescatar i els va portar fins a aquella ciutat.
Els batallons de milícies urbanes revoltats (el Terç de Minyons de Catalunya, el de Gallegos i el de Vizcaínos) van ser dissolts. El nou cabildo va ser format per partidaris de Saavedra, que va controlar també l'oficialitat de gairebé tots els altres cossos milicians; des de llavors, Liniers va tenir perfectament en clar que el comandament que posseïa ja no depenia de les autoritats peninsulars (la Junta Suprema Central) sinó de les milícies urbanes de Buenos Aires, el cap era Saavedra.

## Baltasar Hidalgo de Cisneros

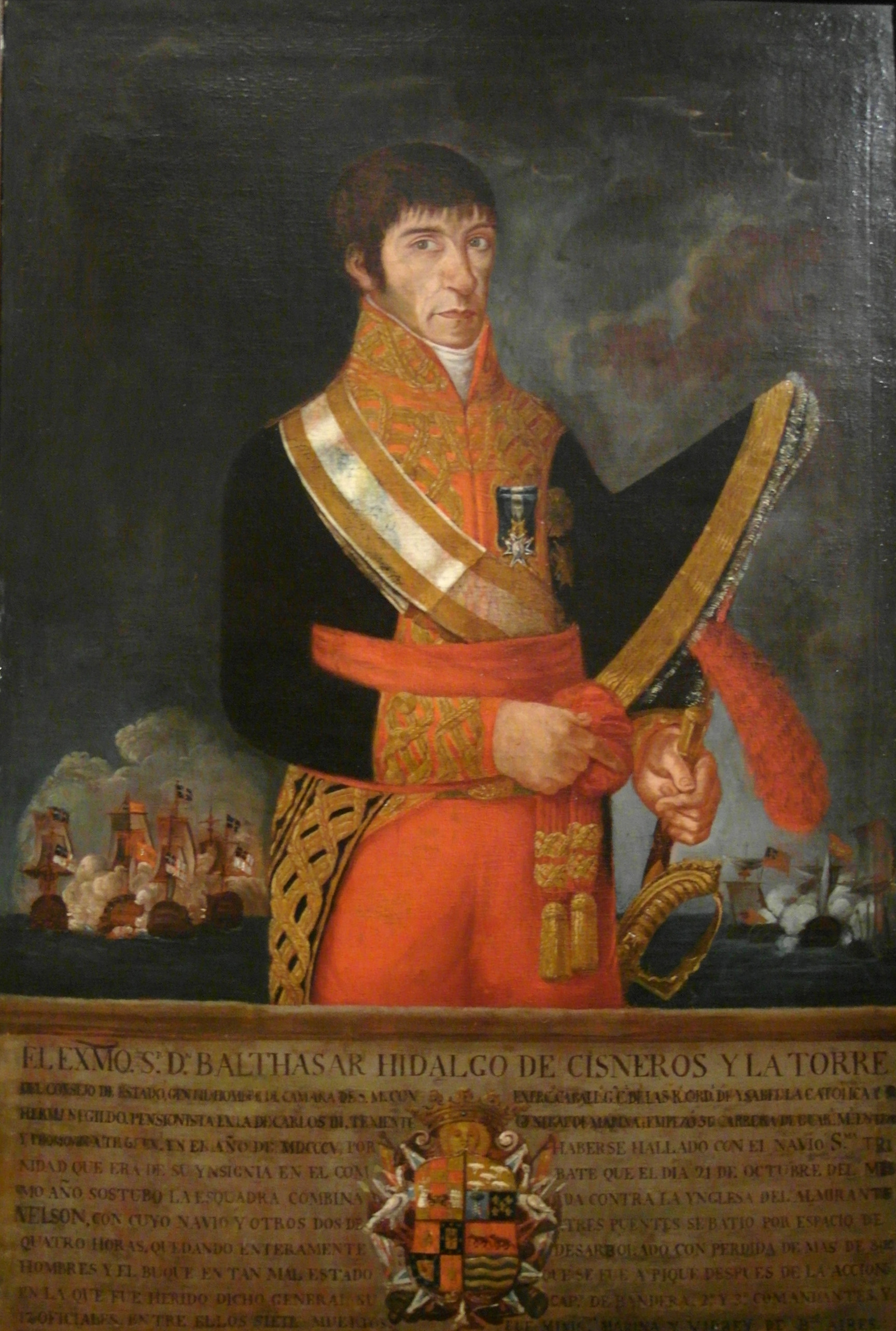
El virrei Cisneros

La conducta clarament sinuosa de Liniers i el fet que havia nascut a França, un país amb el qual Espanya estava en guerra, eren causes suficients per al seu reemplaçament com virrei. Però el rei estava presoner, de manera que la seva deposició va haver d'esperar fins després de la creació de la Junta Suprema Central a finals de setembre de 1808. El 8 de febrer de 1809, aquesta va nomenar virrei del Riu de la Plata a Baltasar Hidalgo de Cisneros, un mariner que s'havia destacat en la batalla de Trafalgar i era en aquest moment Capità General de Cartagena.
Cisneros va arribar a Colònia del Sacramento el 30 de juny, i allí va aconseguir la submissió de la Junta de Montevideo, que va ser oficialment dissolta. Dues setmanes més tard es va traslladar a Colònia, on va assumir formalment el govern, i des d'on va haver de bregar amb els intents dels carlotistes de convèncer a Liniers de no lliurar el comandament. Però Liniers es va sotmetre al seu successor, i li va lliurar tots els atributs del poder al seu enviat, el mariscal Vicente Nieto, governador de Montevideo. El 29 de juliol, Cisneros va fer la seva entrada a la capital, entre grans mostres d'adhesió de la població, les corporacions i les milícies.

### El govern i el lliure comerç
El 18 de setembre, Cisneros va promulgar un Acte General de Bon Govern, amb mesures de policia urbana de tot tipus; des de la prohibició de fixar pasquins i l'obligatorietat dels homes de la classe treballadora de portar una papereta de conchabo que testifiqués que era emprat i no un gandul, fins a la prohibició de l'ús d'armes blanques i de circular pels carrers passada la mitjanit. També es dictava el procediment a seguir en cas d'incendis, se separava a homes i dones quan es banyaven al riu, i s'ordenava reemplaçar els cèrcols d'estudiantines per tàpies al centre de la ciutat.
El 22 de setembre, per mitjà d'una proclama, i després d'haver felicitat els militars que havien impedit la revolució del 1r de gener, el virrei va disposar una amnistia completa per als seus autors, la majoria dels quals es va afanyar a tornar a Buenos Aires. Un més més tard va anunciar la creació d'un Jutjat de Vigilància, dirigit pel fiscal del crim de l'Audiència, Antonio Caspe y Rodríguez, destinat a perseguir:
| « | ... no només als que promoguin o sostinguin les detestables màximes del partit francès, i qualsevol altre sistema contrari a la conservació d'aquests Dominis en unió i dependència de la nostra Metròpoli sota l'amable dominació del nostre August Sobirà, sinó també als que per arribar a tan perversos fins escampen falses i funestes notícies sobre l'estat de la nació, inspiren desconfiança del govern i autoritats constituïdes, intentin alterar les seves formes establertes per les lleis, i en fi a tots els que directament o indirectament ataquen la seguretat de l'estat i l'ordre públic. | » |

Quan va arribar a Buenos Aires, Cisneros havia pogut comprovar que els fons amb què comptaria eren molt limitats, en part pel gairebé nul comerç, mentre que els preus dels productes importats ingressats de contraban pujaven ràpidament, arrossegant rere seu als productes locals. Legalment seguia regint l'Acta de lliure internament i la llibertat de comerç de l'època de Cevallos. A la pràctica, Espanya estava en gran part ocupada pels francesos, i es necessitava amb urgència una aliança amb Anglaterra, de manera que el nou virrei va viatjar a Buenos Aires amb instruccions d'obrir els ports a les nacions aliades.
El primer que va fer Cisneros va ser disminuir les despeses al mínim (les despeses administratives i també les despeses militars). Amb acord de tots els caps militars, els batallons de milícies van ser reduïts a únicament cinc, donant de baixa els soldats i oficials militarment inútils per edat, per xacres, o perquè preferien atendre els seus negocis particulars.
Només després, Cisneros va començar a considerar l'obertura comercial. Dos comerciants britànics establerts a Buenos Aires van sol·licitar llavors introduir lliurement les seves mercaderies, previ pagament dels impostos corresponents. Cisneros va consultar al Consolat de Comerç i al Cabildo de la capital; aquests es van embrancar en discussions internes, que no van portar a cap dictamen, però en canvi el virrei va rebre dos dictàmens: d'una banda, un de Miguel Fernández de Agüero, representant del Consolat de Comerç de Cadis, en oposició a qualsevol obertura comercial; d'altra banda, una «representació» signada per Mariano Moreno en nom dels hisendats de Buenos Aires, que va causar un gran efecte en l'opinió pública de la ciutat. El 6 de novembre, després de consultar a la Reial Audiència del Cabildo, al Consulat, a la Reial Hisenda, al cap del regiment de Patricis i representants del comerç i dels hisendats, Cisneros va autoritzar el comerç amb totes les nacions amb els que no s'estigués en guerra; Anglaterra, per descomptat, però també als Estats Units i Portugal, o més exactament, el Regne de Brasil. No obstant això, va imposar impostos una mica més alts als estrangers, restriccions a l'exportació de metalls i un termini molt breu entre la seva arribada a port i la seva partida.
Si bé el lliure comerç va tenir una breu vigència sota el govern virreinal, sembla haver donat resultat pel que fa a l'augment dels ingressos de la Reial Hisenda. No obstant això, la insistència de Cisneros en fer complir a totes passades les limitacions que havia imposat el va guanyar l'enemistat dels comerciants anglesos, que van tractar d'evadir per tots els mitjans; Cisneros va respondre donant-los vuit dies per marxar, però la pressió britànica el va obligar a prorrogar el termini a quatre mesos. Aquest termini es compliria el 19 de maig, l'endemà passat que es rebessin a Buenos Aires les notícies d'Espanya que van donar inici a la Setmana de Maig.

### La revolució a l'Alto Perú

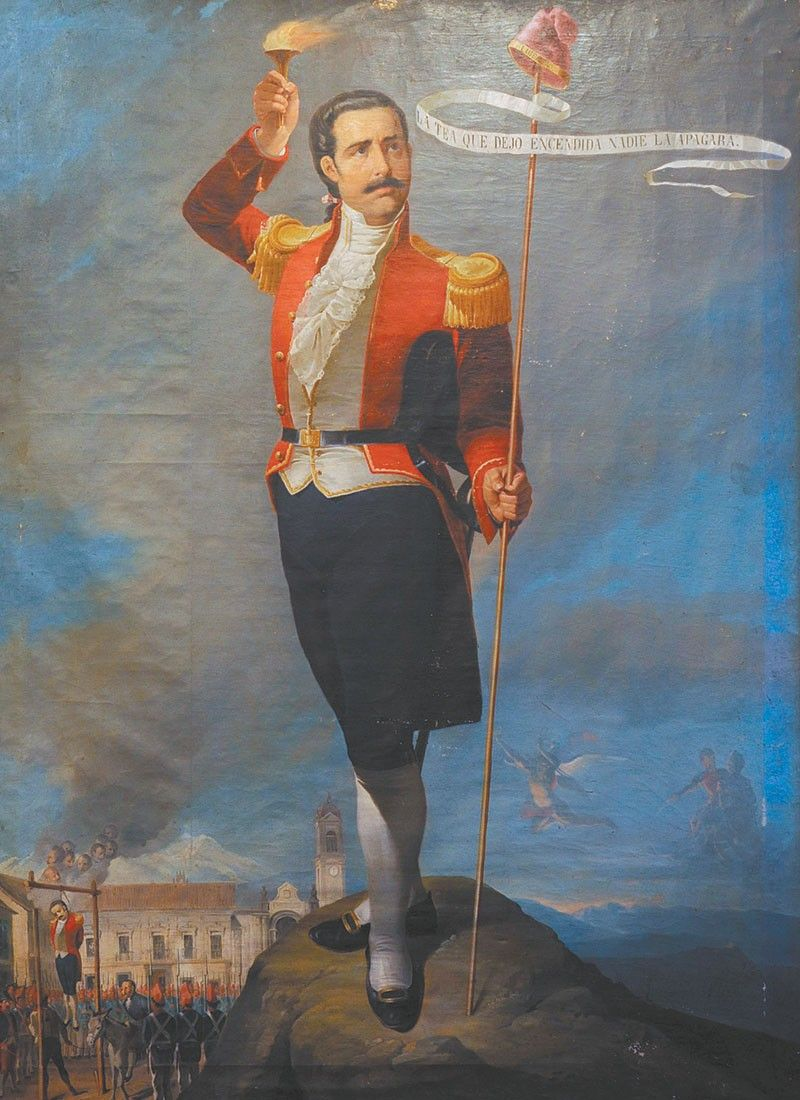
Al·legoria de l'execució de Pedro Murillo

Si bé no van ocórrer en el territori de l'actual Argentina, van tenir enorme importància dues revolucions que van esclatar en l'Alto Perú: la Revolució de Chuquisaca i la Revolució de La Paz. A Chuquisaca havien tingut lloc des de l'any 1806 seriosos enfrontaments entre el governador Ramón García de León y Pizarro, que era també president de l'Audiència, i els oïdors de la mateixa. La Universitat ja era un ferment d'opinions polítiques contràries a l'absolutisme des de feia molt de temps, i la notícia del reemplaçament d'un rei per un Consell de Regència va exacerbar tots els ànims. El 25 de maig de 1809, García Pizarro va ordenar l'arrest dels membres de l'Audiència, operació que va marcar l'inici d'una revolució; la ciutat va ser ocupada per milícies i el president de l'Audiència va ser obligat a renunciar l'endemà.
L'Audiència va assumir el govern de la intendència i el coronel Arenales va organitzar la defensa de la ciutat. L'Audiència va buscar el suport del nouvingut virrei Cisneros, que al principi va recolzar les seves accions; sobre la base del que li van informar els enviats, va entendre que el moviment de Chuquisaca no tenia per objecte la independència sinó que era inspirat pel rebuig a Portugal i les intrigues carlotistes.
També van ser enviats representants del grup revolucionari a les altres tres capitals d'intendència de l'Alto Perú (Potosí, Cochabamba i La Paz); només en aquesta última van tenir èxit. Més del esperat, de fet, ja que el 16 de juliol va esclatar en aquesta ciutat una revolució molt més radical que la de Chuquisaca; tant el governador com el bisbe van ser deposats i arrestats, juntament amb els alcaldes, els subdelegats i tots els empleats públics. La governació va ser assumida per una Junta Tuitiva presidida per Pedro Murillo, que va suprimir l'alcabala, i va declarar mesures en favor de la igualtat entre indígenes i espanyols.
El governador de Potosí, Francisco de Paula Sanz, va demanar auxili al virrei Cisneros i també al virrei del Perú, José Fernando de Abascal y Sousa, qui va reunir 5000 homes sota el comandament del general Goyeneche. Mentre les tropes d'aquest marxaven cap a les províncies del nord del virregnat del Riu de la Plata, Abascal va ordenar als seus oficials posar-se a ordres del virrei Cisneros; per tant, nominalment, les tropes de Goyeneche estaven a ordres del virrei del Riu de la Plata, que havia decidit aixafar una revolució que se li apareixia com a molt diferent de la de Chuquisaca.
Un enviat del governador de Potosí va convèncer a Cisneros d'enviar una expedició també contra Chuquisaca, la qual va partir de Buenos Aires el 4 d'octubre, al comandament del mariscal Vicente Nieto, que a més portava amb ell el seu nomenament com a Intendent de Charcas i President de la Reial Audiència de Charcas. Mentrestant, les forces de La Paz van quedar dividides per la traïció d'un dels seus caps, i el 26 d'octubre Goyeneche va atacar la ciutat, causant una completa matança entre els defensors i també entre molts indígenes innocents. Algunes partides van fugir cap a les yungues, però per a mitjans de novembre tota la resistència havia acabat. Murillo i molts dels seus companys van ser sentenciats a mort i executats.
La notícia de la massacre va desanimar als chuquisaquenys, que es van sotmetre voluntàriament al nou governador Nieto. Aquest va entrar a la ciutat el 21 de desembre, va arrestar als caps revolucionaris que va trobar i (a diferència de la conducta Goyeneche) els va enviar presoners a Lima i Buenos Aires; cap d'ells va ser executat.
Tenint en compte l'amnistia dictada per Cisneros per Álzaga i els seus companys, l'opinió pública esperava que prendria disposicions similars en l'Alto Perú, de manera que la notícia de la sagnant repressió a La Paz i de les presons a Chuquisaca van acabar afectant molt negativament la imatge de Cisneros. A partir d'aquest moment, les simpaties que havia despertat el Virrei es van evaporar i només va comptar amb el suport parcial dels funcionaris d'origen espanyol.

### Les intendències a la revetlla de la Revolució
Mentre que algunes de les intendències del nord (com el Paraguai, Cochabamba i Charcas), van romandre molt estables a finals de la primera dècada del segle xix, les de Salta i Córdoba van passar per un període de gran inestabilitat política. No tan evidentment a Córdoba, on Victorino Rodríguez va ser succeït pacíficament per Juan Gutiérrez de la Concha (que havia estat nomenat el 1805, però havia posposat la seva assumpció per lluitar contra les invasions angleses) a finals de desembre de 1807. La capital de la seva intendència es trobava alterada en forma permanent per successius enfrontaments, en els quals el degà Gregorio Funes es va erigir, com ho venia fent des de feia almenys dues dècades, com el líder de l'oposició; el germà del degà, Ambrosio Funes, es va traslladar a Buenos Aires, on es va dedicar a desprestigiar tant al governador com a bisbe Rodrigo de Orellana, la principal característica era la seva completa ignorància de la idiosincràsia dels cordobesos i de les característiques pròpies de l'Església espanyola en les Índies. Gutiérrez de la Concha va tenir, de totes maneres, la iniciativa suficient com per reforçar la frontera sud del seu intendència, intentar una explotació de plata al turó Famatina, i organitzar un batalló de milícies urbanes (similar a les existents a Buenos Aires) que va posar al comandament de José Javier Díaz.
L'arribada del nou virrei Cisneros en reemplaçament del seu amic Liniers va deixar a Gutiérrez de la Concha sense el seu principal suport polític; quan Cisneros va ordenar a Liniers mudar-se a Mendoza, el governador el va ajudar a instal·lar-se a Córdoba. Els enfrontaments d'aquest amb el cabildo cordobès van ser en augment, i va creure veure's envoltat de conspiradors. Les altres ciutats de la intendència, en canvi, romanien en calma.
Molt més inestable era la situació a Salta. Després de la mort de Rafael de la Luz el 1807, va assumir la governació Tomás de Arrigunaga, un militar espanyol que residia a Salta des de feia dècades, que va ser ràpidament reemplaçat per José de Medeiros, fins llavors oïdor de l'Audiència de Buenos Aires. Medeiros va presenciar les intrigues de Goyeneche, a qui va ajudar a abandonar ràpidament la seva intendència cap a l'Alto Perú per por de les intrigues que despertaria. Hi havia tingut males relacions amb Liniers, a qui havia investigat pels seus excessos, de manera que després de l'aldarull d'Álzaga, aquest va aprofitar per treure-se'l de sobre. El va acusar de complicitat amb els juntistes i el va suspendre en el càrrec, ordenant-li marxar cap a Buenos Aires, i va manar detenir-lo en el camí. En el seu reemplaçament va nomenar a Nicolás Severo de Isasmendi, un acabalat hisendat de les Valls Calchaquíes, que en fer-se càrrec del govern va poder constatar que estava envoltat de conspiradors; el grup més actiu estava dirigit per José Moldes i Francisco de Gurruchaga, i aspirava a introduir profunds canvis en el sistema colonial espanyol. Per la seva banda, els cabildos de San Salvador de Jujuy i San Miguel de Tucuman pretenien afluixar la seva dependència de la ciutat de Salta, i fins i tot obtenir un govern propi.
A principis del 1810, Cisneros va considerar que Isasmendi no feia tot el necessari per impedir l'avanç del partit revolucionari en la seva intendència, de manera que va reemplaçar a Isasmendi per Joaquín Mestre com a governador intendent interí. Per quan aquest va assumir el govern, a principis de maig, Cisneros havia tornat a canviar d'idea dues vegades; la primera vegada, per nomenar governador titular a Isasmendi, i la segona per reposar en el mateix càrrec a Medeiros. Isasmendi va assumir el càrrec, mentre que Medeiros va passar de llarg per la intendència en camí cap a l'Alto Perú, on va viure la resta de la seva vida.
El 1807, el partit de Tarija va passar a dependre de la intendència de Salta del Tucumán i el 2 de març de 1811, el rei li va annexar el partit de Chichas: «(...) entenent-se que s'ha de considerar fins i tot en el territori d'aquest últim, el Partit de Tarija amb Chichas». El traspàs jurisdiccional no va poder efectuar completament a causa de les revolucions de 1809 i 1810, generant posteriorment una disputa entre l'Argentina i Bolívia.
A la intendència de Buenos Aires hi havia dues ciutats, Santa Fe i Corrientes. A la primera governava des de 1793 Prudencio de Gastañaduy, que concentrava en ell mateix tot el poder a causa del desprestigi en què havia caigut el cabildo local. El 1809, Liniers va creure que en aquesta ciutat existia un partit revolucionari, de manera que va enviar tropes pel riu Paraná, per ocupar la ciutat. Tot i que el governador va aconseguir convèncer el cap de l'esquadrilla que no existia raó per les sospites de Liniers, fets posteriors semblen confirmar que sí existien alguns personatges identificats amb els partits revolucionari existents a Buenos Aires. Corrientes, en canvi, estava en completa calma, després dels confusos successos de l'any 1807, en què la població havia rebutjat al tinent de governador Pedro Fondevila. El suport de Liniers, però, va convèncer el cabildo d'acceptar la seva autoritat, i Fondevila va aconseguir sostenir-se en el comandament fins a l'arribada de la notícia de la Revolució.

## El final del Virregnat

### La Revolució de Maig

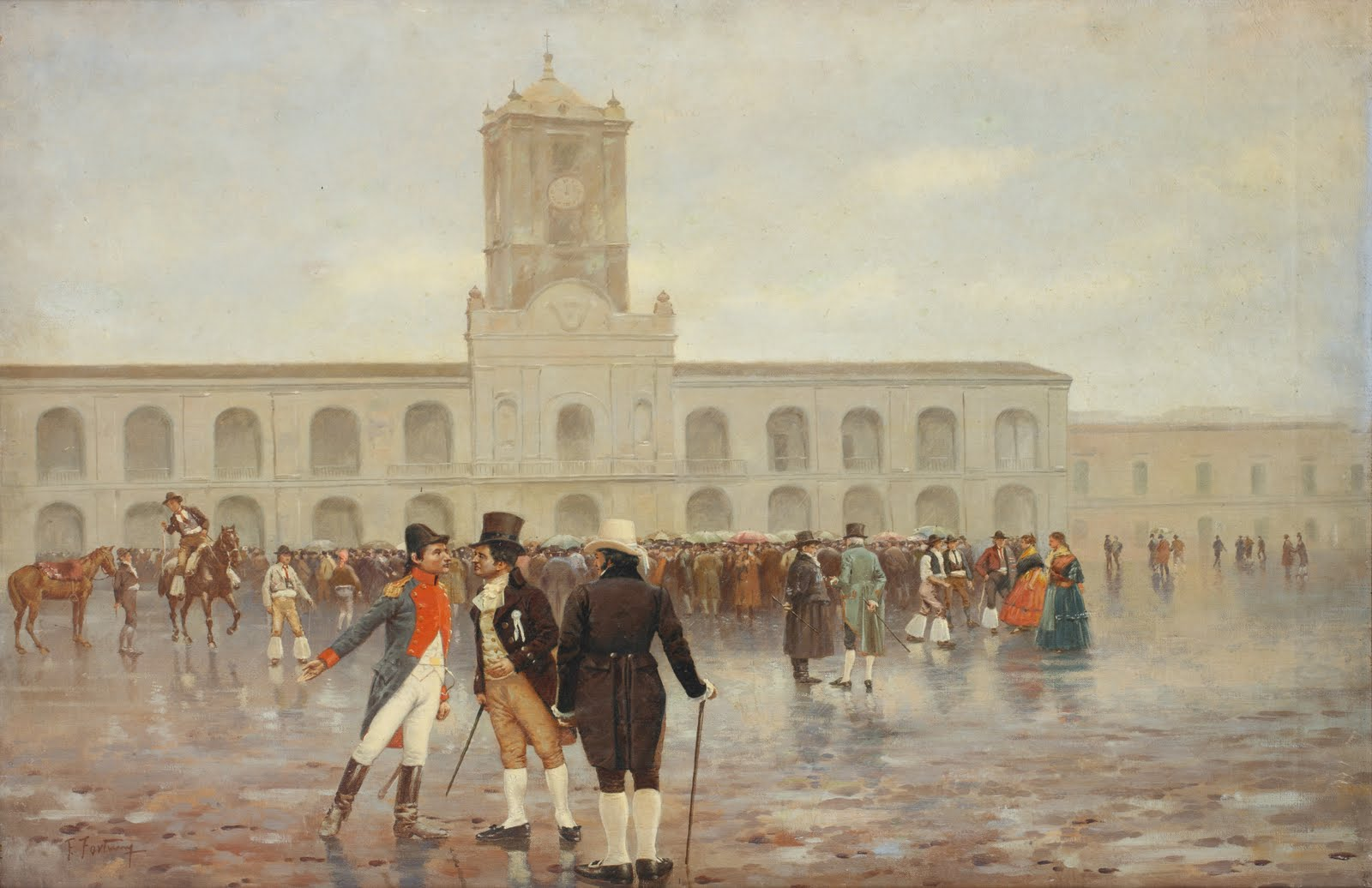
La Revolució de Maig. Manifestació davant del Cabildo de Buenos Aires

Entre finals de 1809 i gener de 1810, la resistència espanyola enfront de Napoleó es va ensorrar; mentre les ciutats queien una rere l'altra en mans dels francesos, la Junta Suprema es va instal·lar a l'illa de Lleó, és a dir una part de la ciutat de Cadis; sota la protecció de l'esquadra anglesa, aquesta petita ciutat va resistir tots els intents d'ocupació francesa. I allà la Junta va declarar la seva pròpia dissolució, reemplaçada per un Consell de Regència d'Espanya i Índies nomenada per ella mateixa, sota pressió anglesa.
Les notícies van arribar a Buenos Aires el 17 de maig; Cisneros va respondre primer tractant d'impedir que la població s'assabentés, i després proclamant-les junt amb una crida a la calma i la subordinació. Tots els partits es van posar en frenètica activitat, es van reunir plantejant les alternatives, i tots ells van tractar de posar de la seva part a les forces militars, sobretot al líder del partit militar, Saavedra. I aviat van exigir al cabildo porteny que assumís el comandament; els alcaldes es van dirigir al Fort, on van informar del reclam al virrei, i van suggerir la convocatòria a un cabildo obert, i potser la formació d'una Junta de Govern. Cisneros va consultar als militars si estarien disposats a donar-li suport davant d'aquests reclams, rebent una contundent resposta de Saavedra:
| « | El que va donar a Vostra Excel·lència l'autoritat per enviar-nos ja no existeix; de consegüent, Vostra Excel·lència tampoc la té, així que no compti amb les forces del meu comandament per sostenir-se en ella. | » |

Cisneros es va veure obligat a convocar un cabildo obert, en el qual diverses maniobres van donar àmplia majoria als partidaris de la deposició del virrei. El bisbe Lué va iniciar la votació (que en molts casos era argumentada) amb una enèrgica defensa de l'absolutisme, que va ser resposta per Castelli amb l'enunciació del principi de retroversió de la sobirania dels pobles; el fiscal Villota va observar que Buenos Aires no tenia dret a establir per si mateixa un govern per a tot el virregnat, la qual cosa va ser resposta per Juan José Paso amb l'argument que la situació internacional demandava solucions urgents, i que sempre hi hauria temps per consultar al resta dels «pobles». Comptats els vots, va resultar àmpliament triomfant l'opinió que el virrei havia de cessar en el comandament, reemplaçat per una junta de govern.
El cabildo va decidir llavors nomenar una junta, la qual (seguint un model que havia predominat en les juntes peninsulars) estava formada per cinc membres, entre ells el propi Cisneros com a president. Aquesta junta va aconseguir a prestar jurament el 24 de maig, però les protestes dels grups juntistes i antics carlotistes van forçar als dos membres criolls de la mateixa, Saavedra i Castelli, a renunciar aquest mateix dia.
L'endemà, enmig de mobilitzacions populars i pressions de tota mena, el cabildo finalment va acceptar nomenar una junta que se li havia proposat, presidida per Saavedra i formada per un equilibrat repartiment entre juntistes, antics carlotistes i figures del partit militar. El mateix 25 de maig, a la tarda, prestava jurament i començava a governar la Primera Junta. Nominalment, governava en nom de Ferran VII, però en la pràctica va actuar de facto com un govern independent i va iniciar el camí per a la declaració formal de la independència de l'estat que aviat va passar a anomenar-se Províncies Unides del Riu de la Plata.

### La Revolució a l'Interior
La Revolució havia tingut èxit a la capital, però no era segur que el tingués a la resta del virregnat; la Junta va enviar una circular per convidar als cabildos de totes les ciutats i viles a triar diputats que s'incorporarien a ella per mitjà de cabildos oberts. A les intendències de Buenos Aires, Córdoba i Salta, la resposta va ser gairebé unànimement favorable. Només Córdoba, on el governador Gutiérrez de la Fuente va pressionar pel rebuig de la invitació, va ser negativa. I a Salta, el cabildo va respondre favorablement, però el governador Isasmendi va arrestar als seus membres en el propi edifici del cabildo.
La situació va ser diferent a les altres intendències: a Montevideo va ser rebutjada, donant per certes les notícies d'algunes victòries espanyoles enfront de l'exèrcit napoleònic, i la seva conducta va ser imitada al Paraguai on, a més, l'emissari enviat des de Buenos Aires era particularment odiat. A l'Alto Perú, els governadors van impedir les reunions dels cabildos. De manera que la Junta va enviar dues expedicions militars; una per a sufocar la Contrarrevolució de Córdoba, que va acabar amb l'afusellament del governador Gutiérrez de la Concha i l'exvirrei Liniers, i una altra a la província del Paraguai, la qual va ser militarment derrotada. L'expedició al Paraguai va recolzar una revolta dels paisans de la Banda Oriental, iniciant allà una guerra intermitent que desembocaria amb la completa incorporació d'aquesta a mitjans de 1814. Per la seva banda, l'expedició a Córdoba va derivar en la formació de l'Exèrcit del Nord, que va aconseguir dominar l'Alto Perú amb molt poca resistència (i que va executar als governadors Nieto i Sanz abans de ser al seu torn derrotada a mitjans de 1811). Durant cinc anys més es combatria per l'Alto Perú i per la intendència de Salta, fixant-se des de 1822 el límit nord de les Províncies Unides prop de l'actual límit entre l'Argentina i Bolívia.
De totes maneres, l'Alto Perú havia estat incorporat ja a 1810 al virregnat del Perú per ban del virrei Abascal. Per la seva banda, el Paraguai es va mantenir apartat de tot intent de reconstruir el virregnat, i des de maig de 1811 va iniciar el camí cap a la seva independència.

### Francisco Javier de Elío i la supressió del virregnat

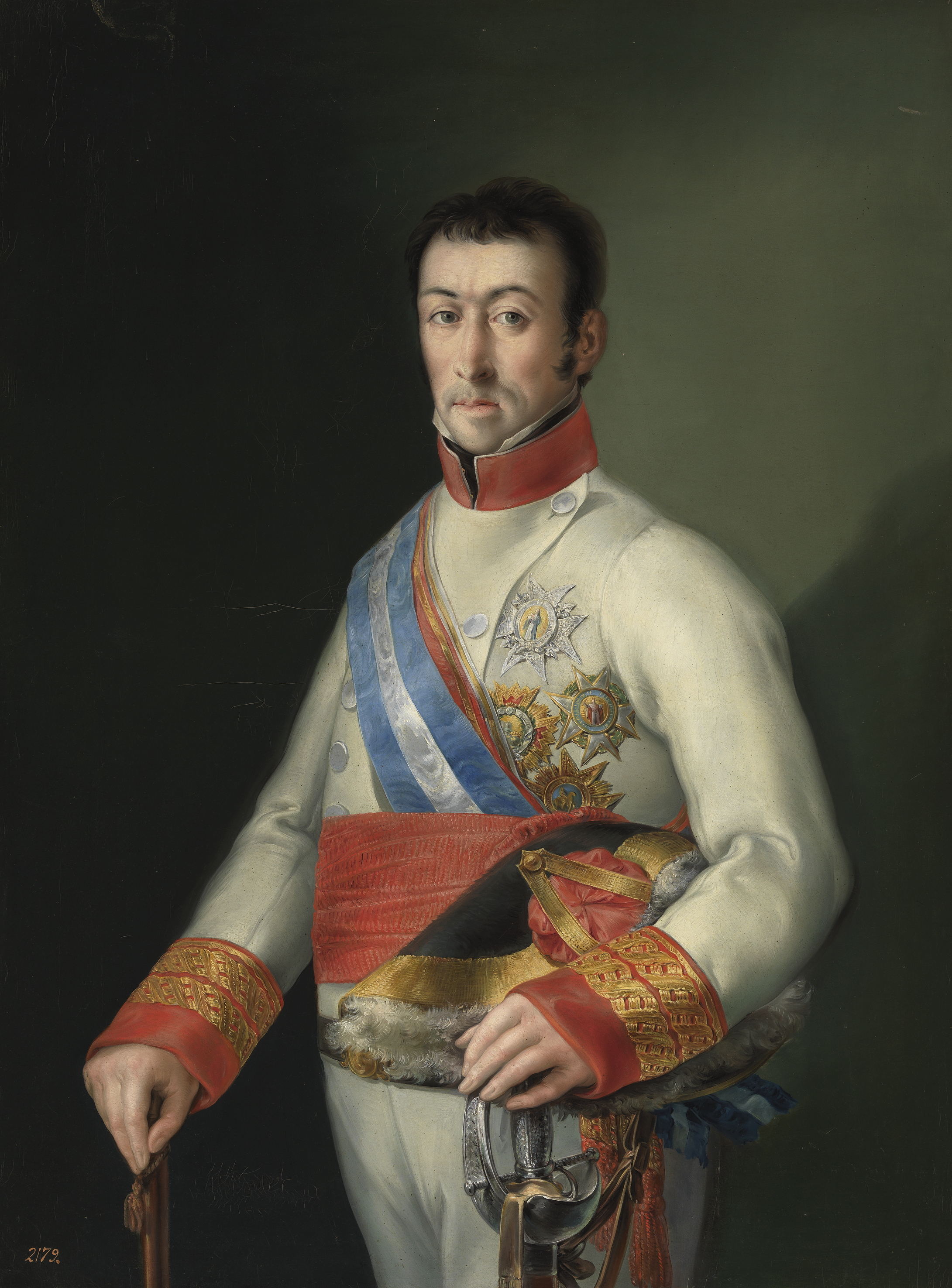
L'últim virrei, Francisco Javier de Elío

El Consell de Regència es va negar a acceptar la nova situació, i el 31 d'agost de 1810 va nomenar virrei del Riu de la Plata a l'exgovernador i president de la Junta de Montevideo, Francisco Javier de Elío. Viatjant cap a Buenos Aires, aquest va escriure al cabildo porteny exigint ser reconegut en aquest càrrec, però el cabildo va passar el problema a la Junta. Al gener, sense haver rebut encara resposta, va desembarcar a Montevideo. El 19 de gener de 1811 va proclamar a Montevideo capital del virregnat (amb el qual es va assegurar el suport de la ciutat i els voltants i l'oposició de la resta del país) i va assumir formalment el govern. Tres dies més tard, la Junta Gran va refusar reconèixer-lo com virrei.
La seva autoritat sobre territoris de l'actual Argentina, però, va ser molt marginal; en assumir el càrrec, les forces dependents de l'esquadra estacionada a Montevideo dominaven només la Banda Oriental i les viles de Gualeguay, Gualeguaychú i Concepció de l'Uruguai, però va perdre tot aquest territori en els mesos següents a causa del esclat de la Revolució a la Banda Oriental i el setge de Montevideo. Gràcies al seu domini naval, amb l'ajut de forces portugueses, i afavorit per la necessitat del govern revolucionari de concentrar-se en el front de l'Alto Perú després de la derrota d'Huaqui, va recuperar aquests territoris (a l'actual Argentina, novament només Gualeguay, Gualeguaychú i Concepció del Uruguai) gràcies a un armistici signat a l'octubre.
Elío no va arribar a organitzar cap de les institucions del virregnat a Montevideo; ni l'Audiència, ni una organització militar eficaç, ni un bisbat, ni cap de les institucions que havien estat fundades a Buenos Aires des de 1777. Tot just va continuar funcionant la Duana, i les forces navals es van mantenir, posant-a més al capdavant de les operacions ofensives i defensives al territori guanyat per l'armistici d'octubre. El 18 de novembre, per ordre del govern d'Espanya, Elío es va embarcar cap a Espanya, des d'on va presentar la seva renúncia al càrrec el gener de 1812.
Des de llavors no hi va haver més virreis. Havia deixat d'existir el Virregnat del Riu de la Plata.